# ترور طلعت پاشا
در ۱۵ مارس ۱۹۲۱، دانشجوی ارمنی سوقومون تهلیریان، طلعت پاشا، وزیر اعظم اسبق امپراتوری عثمانی و معمار اصلی نسل‌کشی ارامنه را در برلین ترور کرد. تهلیریان در طول محاکمه خود اظهار کرد: «من مردی را کشتم، اما قاتل نیستم.» هیئت منصفه نیز او را تبرئه کرد.
تهلیریان از ارزنجان امپراتوری عثمانی آمده‌بود اما قبل از جنگ به صربستان رفت. او در یگان‌های داوطلب ارمنی ارتش روسیه خدمت کرده‌بود و بیشتر اعضای خانواده خود را در نسل‌کشی از دست داد. او که تصمیم به انتقام گرفت، هاروتیان مغردیتیچیان را که به پلیس مخفی عثمانی کمک می‌کرد، در قسطنطنیه ترور کرد. تهلیریان به عملیات نمسیس، یک برنامه مخفیانه که توسط فدراسیون انقلابی ارمنی انجام می‌شد، پیوست. از طرفی او به دلیل موفقیت قبلی برای مأموریت ترور طلعت انتخاب گشت. طلعت پاشا پیش‌تر توسط دادگاه نظامی عثمانی مجرم شناخته و به اعدام محکوم شده‌بود، اما با اجازه دولت آلمان در برلین زندگی می‌کرد. در مراسم خاکسپاری طلعت بسیاری از آلمانی‌های سرشناس شرکت کردند. همین‌طور وزارت خارجه آلمان تاج گلی با مضمون «به یک دولتمرد بزرگ و یک دوست وفادار» فرستاده‌بود.
محاکمه تهلیریان در ۲ تا ۳ ژوئن ۱۹۲۱ برگزار شد و راهبرد دفاعی آن محاکمه طلعت به‌دلیل نسل‌کشی ارامنه بود. در آن محاکمه، شواهد گسترده‌ای در مورد نسل‌کشی شنیده شد که به‌گفته استفان ایهریگ، آن را به «یکی از دیدنی‌ترین محاکمه‌های قرن بیستم تبدیل کرد.» تهلیریان مدعی شد که به تنهایی عمل کرده و قتل از پیش برنامه‌ریزی نشده‌است، همین‌گونه داستانی دراماتیک و واقع‌بینانه اما غیرواقعی در مورد گریختن از نسل‌کشی و مشاهده مرگ اعضای خانواده‌اش را روایت می‌کند. رسانه‌های بین‌المللی به‌طور گسترده‌ای در مورد این محاکمه که توجه و شناخت حقایق نسل‌کشی ارامنه را به همراه داشت، گزارش دادند.
طلعت و تهلیریان هر دو از طرف خود قهرمان محسوب می‌شوند. مورخ آلپ ینن، از این رابطه با عنوان «درهم طلعت–تهلیریان» یاد می‌کند. طلعت پاشا در آلمان به خاک سپرده شد اما ترکیه بقایای او را در سال ۱۹۴۳ به کشور بازگرداند و یک مراسم خاکسپاری برای او برگزار کرد. رافائل لمکین وکیل لهستانی–یهودی، در مورد این محاکمه در اخبار خواند و الهام گرفت تا جنایت نسل‌کشی را در حقوق بین‌الملل مفهوم‌سازی کند.

## پیشینه

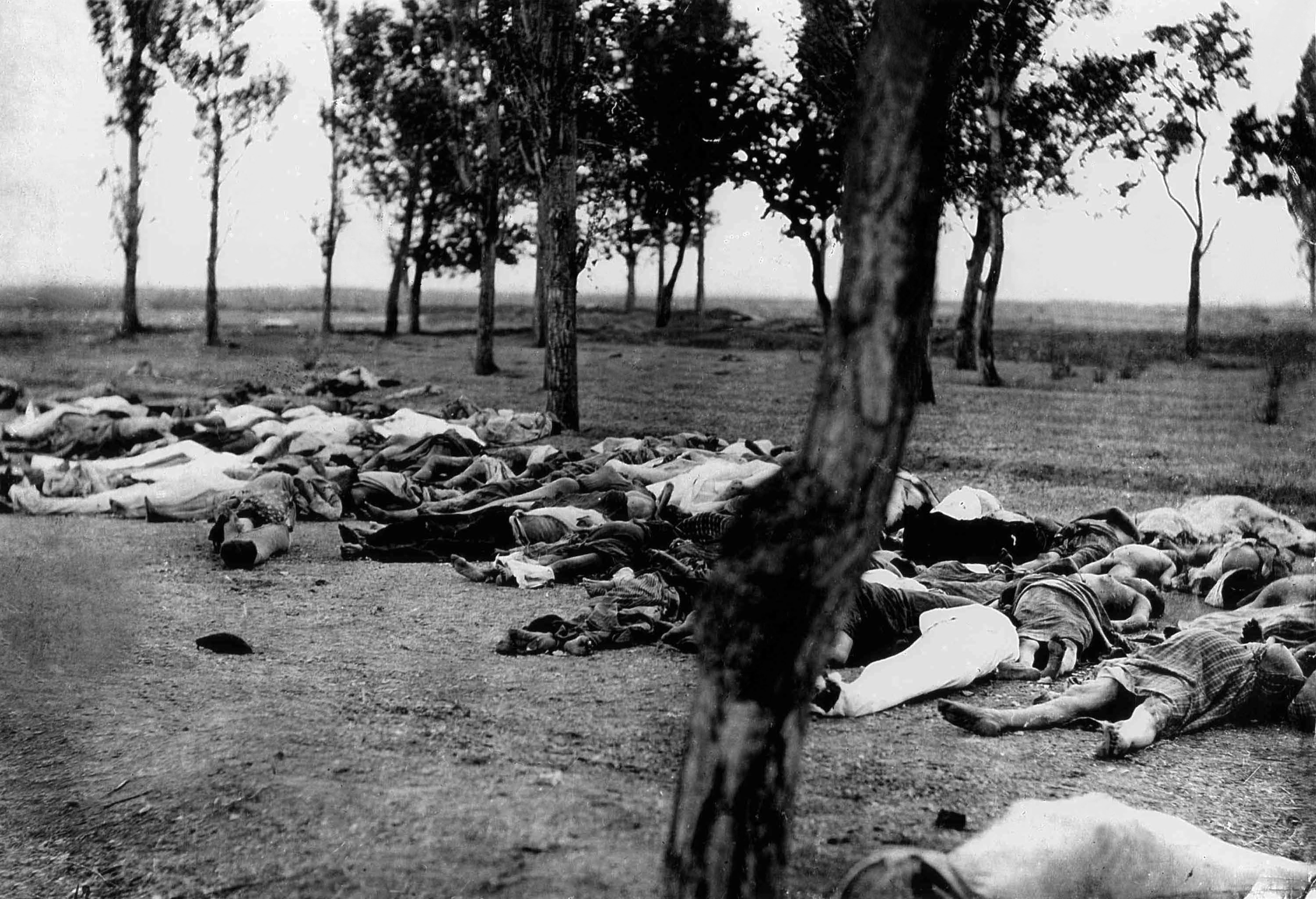
اجساد ارامنه در کنار جاده؛ منظره‌ای رایج در مسیرهای تبعید.

طلعت پاشا (زاده ۱ سپتامبر ۱۸۷۴ – ترور ۱۵ مارس ۱۹۲۱) به‌عنوان رهبر حزب اتحاد و ترقی، آخرین وزیر اعظم قدرتمند امپراتوری عثمانی در طول جنگ جهانی اول بود. او که معمار اصلی نسل‌کشی ارامنه به حساب می‌آید، در سال ۱۹۱۵ دستور تبعید تقریباً تمام جمعیت ارمنی امپراتوری عثمانی به صحرای سوریه را صادر کرد تا آن‌ها را از میان ببرد. از ۴۰،۰۰۰ ارمنی که از ارزروم تبعید شدند، کمتر از ۲۰۰  نفر به دیرالزور رسیدند. هنگامی که ارامنه بیش از آنچه طلعت در نظر داشت، جان سالم به در بردند، در سال ۱۹۱۶ دستور داد تا موج دوم قتل عام آغاز شود. طلعت تخمین زد که حدود ۱،۱۵۰،۰۰۰ ارمنی در جریان نسل‌کشی ناپدید شده‌اند. طلعت در سال ۱۹۱۸ به روزنامه‌نگار موهیتین بیرگن گفت: «من مسئولیت کامل شدت اعمال» در جریان اخراج ارامنه را بر عهده می‌گیرم و «مطلقاً از عملم پشیمان نیستم.» زمانی که هنری مورگنتا، سفیر ایالات متحده آمریکا تلاش کرد تا طلعت را متقاعد سازد که دست از این جنایات بردارد، صحبتش را قطع کرد و گفت که در این باره تجدید نظر نخواهد کرد زیرا اکثر ارامنه پیش‌تر مرده بودند. همین‌طور گفت: «نفرت بین ترک‌ها و ارمنی‌ها اکنون آنقدر شدید است که باید با آن‌ها تمام شود. اگر این کار را نکنیم، آن‌ها برای انتقام خود برنامه‌ریزی خواهند کرد.» طلعت به خالده ادیب، نویسنده ترک گفت که نابودی ارامنه برای پیشبرد منافع ملی ترکیه موجه است و «من حاضرم برای کاری که انجام داده‌ام بمیرم و می‌دانم که برای آن خواهم مرد.» در اوت ۱۹۱۵، پس از اطلاع از قتل عام ارامنه، جاوید بیگ، وزیر دارایی سابق حزب اتحاد و ترقی پیش‌بینی کرد طلعت توسط یک ارمنی ترور خواهد شد.
در طول جنگ جهانی اول، امپراتوری آلمان متحد نظامی امپراتوری عثمانی بود. سفیر امپراتوری آلمان، هانس فون وانگنهایم، با حذف محدود جمعیت ارمنی از مناطق حساس موافقت کرد. نمایندگان آلمان زمانی که عثمانی‌ها بسیار فراتر از این پیش رفتند، در تلاش برای جلوگیری از آسیب‌های اعتباری ناشی از اقدامات متحدان خود، اعتراض‌های دیپلماتیکی را صادر کردند. آلمان، اطلاعات مربوط به این نسل‌کشی را سانسور کرد و کمپین‌های تبلیغاتی به راه انداخت و ارمنی‌ها را متهم به خنجر زدن از پشت به امپراتوری عثمانی کرد. انفعال آلمان منجر شد تا اتهام مسئولیت نسل‌کشی بر این کشور وارد شود که با بحث در مورد مسئولیت آلمان در جنگ پیچیده گشت.

## تبعید طلعت پاشا در برلین

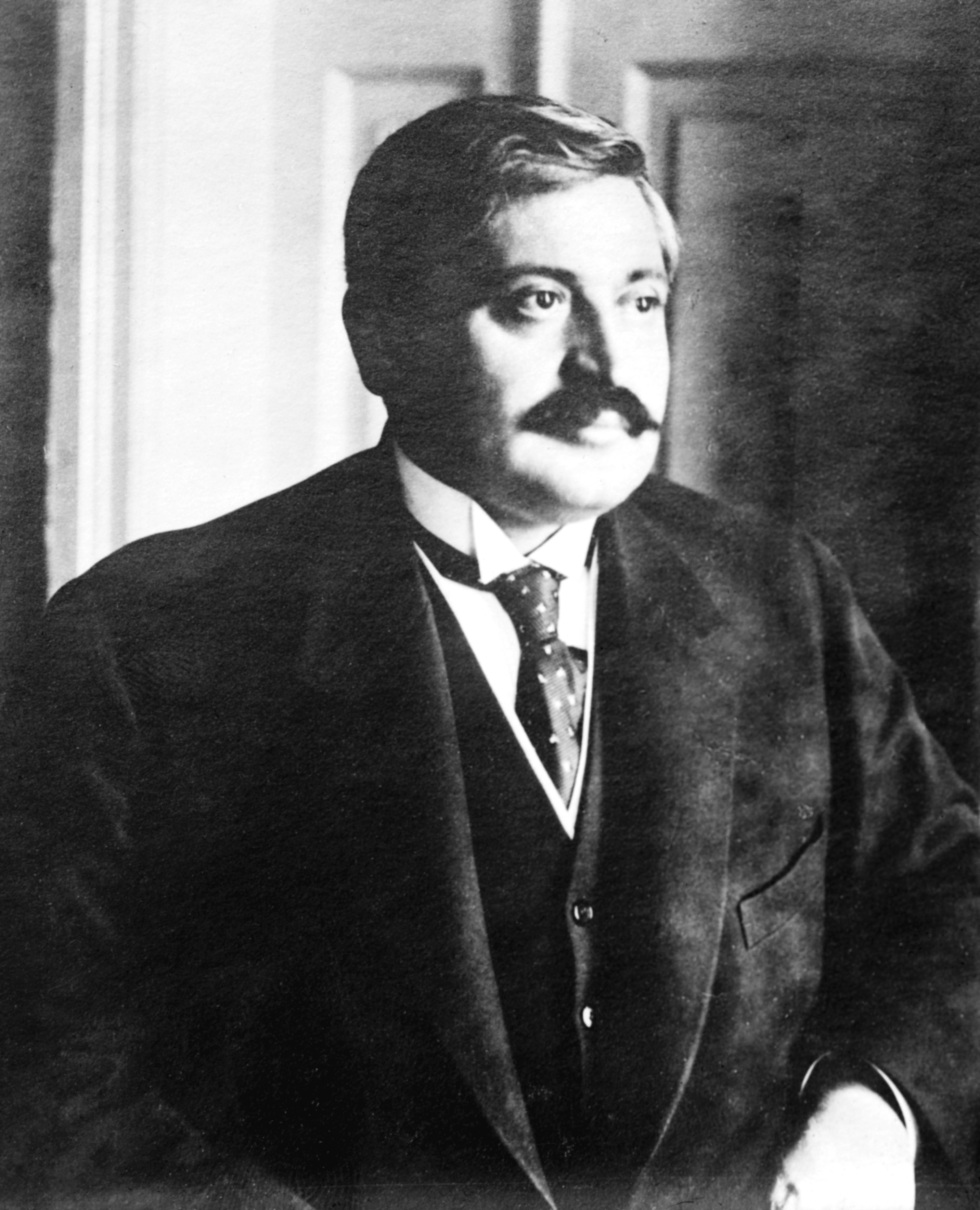
طلعت پاشا؛ واپسین وزیر اعظم امپراتوری عثمانی.

پس از آتش‌بس مودروس در ۳۰ اکتبر ۱۹۱۸، طلعت به‌دنبال تدارکات دقیق، در شب ۱ تا ۲ نوامبر با یک اژدر قایق آلمانی همراه با دیگر رهبران حزب اتحاد و ترقی، شامل انور پاشا، جمال پاشا، بهاءالدین شاکر، ناظم بیگ، عثمان بدری و جمال عظمی از قسطنطنیه گریخت. به جز جمال پاشا، همه آن‌ها عاملان اصلی نسل‌کشی بودند. آن‌ها برای فرار از مجازات جنایات خود و سازماندهی نهضت مقاومت، آنجا را ترک کردند. ویلهلم زولف، وزیر امور خارجه آلمان، به سفارت آلمان در قسطنطنیه دستور داده‌بود تا به طلعت کمک کند و درخواست دولت عثمانی برای استرداد او را رد کرد، او گفت که «طلعت به ما وفادار بوده و کشورمان به روی او باز است.»
طلعت پاشا در ۱۰ نوامبر به برلین وارد شد و در هتلی در الکساندرپلاتس و آسایشگاهی در بابلسبرگ پوتسدام اقامت کرد و سپس به یک آپارتمان ۹ اتاقه در خیابان چهارم هاردنبرگ، میدان ارنست‌روترپلاتس امروزی نقل مکان کرد. او در کنار آپارتمان خود، باشگاه شرقی را تأسیس کرد که در آن مسلمانان و اروپاییان مخالف اتفاق جمع می‌شدند. وزارت امور خارجه با استفاده از خبرنگار سابق قسطنطنیه برای فرانکفورتر زایتونگ، پل‌ویتز، جریانات این آپارتمان را زیر نظر داشت. فریدریش ابرت، صدراعظم آلمان، با فرمان حزب سوسیال دموکرات، اقامت طلعت پاشا را قانونی کرد. در سال ۱۹۲۰ حیریه، همسر طلعت به او پیوست. دولت آلمان اطلاعاتی در اختیار داشت که نام طلعت برای نخستین بار در فهرست بازدیدکنندگان ارمنی قرار داشت و به او پیشنهاد کرد که در یک ملک منزوی متعلق به رئیس سابق ستاد ارتش عثمانی، فریتز برونسارت فون شلندورف در مکلنبورگ اقامت کند. طلعت این پیشنهاد را نپذیرفت زیرا به شبکه‌های پایتخت برای پیگیری فعالیت‌های سیاسی خود نیاز داشت. جنبش مقاومت که توسط حزب اتحاد و ترقی آغاز شده‌بود، در نهایت به جنگ استقلال ترکیه منجر شد. طلعت پاشا در ابتدا امیدوار بود که از مصطفی کمال، سیاستمدار ترک به‌عنوان دست‌نشانده استفاده کند و مستقیماً دستورهایی را به ژنرال‌های ترک از برلین صادر کرد.
طلعت از آغاز تبعید دوستان آلمانی با نفوذی داشت و به مرور زمان به‌عنوان نماینده جنبش ملی‌گرای ترکیه در خارج از کشور شناخته شد. او با استفاده از پاسپورت جعلی به نام علی سالی بیگ، علی‌رغم این‌که به‌دلیل جنایاتش توسط انگلستان و امپراتوری عثمانی تحت تعقیب بود، آزادانه در سراسر قاره اروپا سفر می‌کرد. بسیاری از روزنامه‌های آلمانی به حضور او در برلین مشکوک بودند و همچنین او در کنفرانس مطبوعاتی پس از کودتای کاپ، تلاش نافرجام برای سرنگونی دولت آلمان در مارس ۱۹۲۰، سخنرانی کرد. بسیاری از آلمانی‌ها، به‌ویژه راست‌گرایان افراطی، ترکیه را بی‌گناه و مظلوم می‌دانستند و معاهده سور را با معاهده ورسای مقایسه می‌کردند و «جامعه سرنوشت» را بین آلمان و ترکیه می‌دیدند. طلعت پاشا خاطراتی نوشت که در درجه اول بر دفاع از تصمیم خود برای دستور نسل‌کشی و تبرئه حزب اتحاد و ترقی از هرگونه گناه متمرکز بود. طلعت پاشا و دیگر تبعیدیان حزب اتحاد و ترقی، در ۵ ژوئیه ۱۹۱۹ توسط دادگاه ویژه نظامی عثمانی به‌دلیل «کشتار و نابودی جمعیت ارمنی امپراتوری» به‌طور غیابی به اعدام محکوم شدند.

## عملیات نمسیس

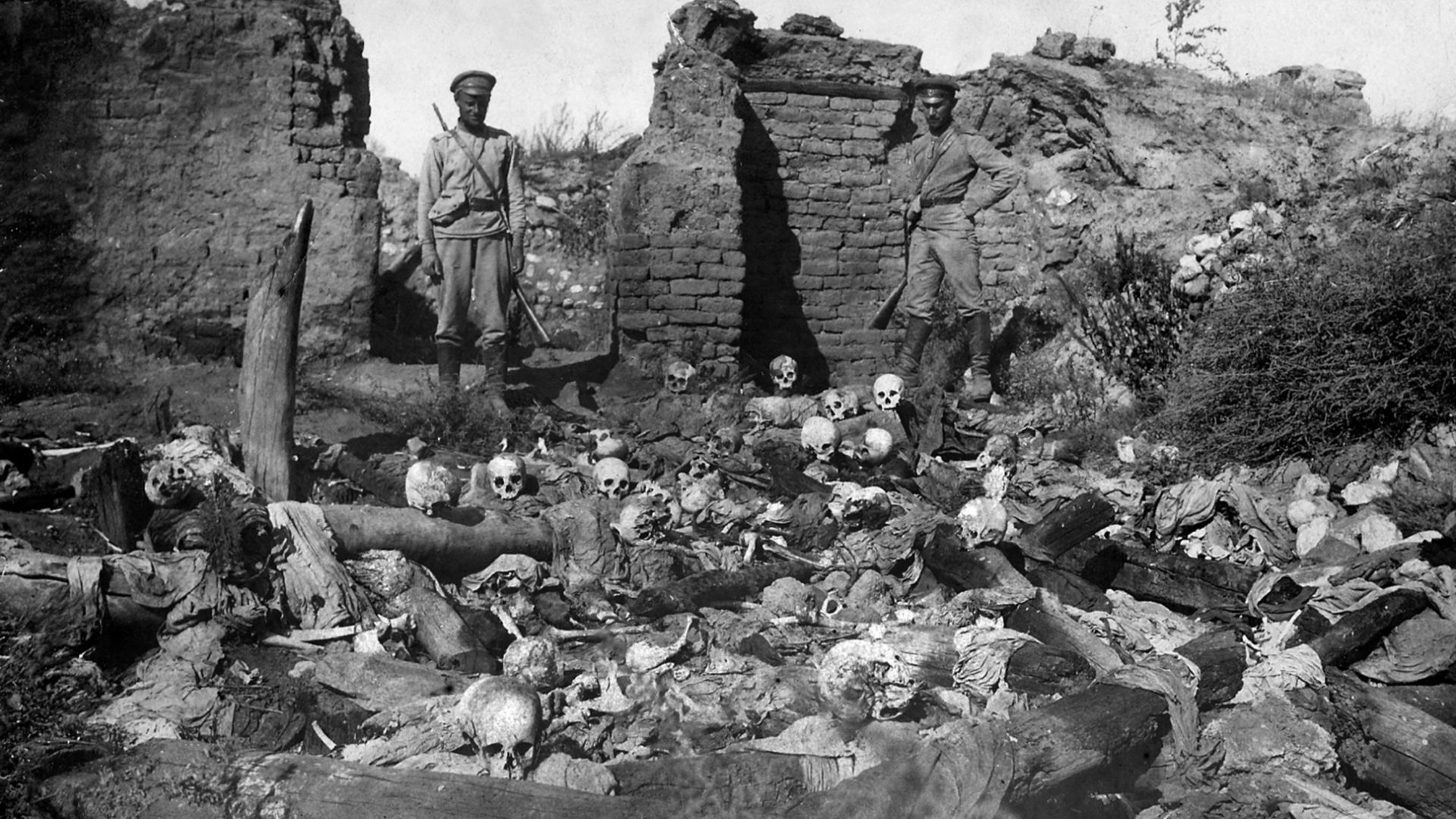
عکس سربازان روس در روستای سابق ارمنی شیخالان—ایغیرمیز کنونی—در نزدیکی موش، ۱۹۱۵.

پس از آن‌که مشخص گشت هیچ شخصی عاملان نسل‌کشی را به دست عدالت نخواهد سپرد، حزب سیاسی فدراسیون انقلابی ارمنی، عملیات مخفی نمسیس را به رهبری آرمن گارو، شاهان ناتالی و آرون ساچاکلیان سازماندهی کرد. توطئه‌گران فهرستی از صد عامل نسل‌کشی را تهیه کردند که بایستی ترور می‌شدند. طلعت پاشا در رأس فهرست قرار گرفت. کمبود داوطلب برای انجام ترورها وجود نداشت؛ نامزدها عمدتاً مردان جوانی بودند که از نسل‌کشی جان سالم به در برده یا خانواده‌هایشان را از دست داده‌بودند. کارگزاران عملیات نمسیس بدون تأیید هویت هدف، ترور را انجام نمی‌دادند و مراقب بودند تا از کشتن تصادفی افراد بیگناه جلوگیری کنند.
یکی از این داوطلبان سوقومون تهلیریان (زاده ۲ آوریل ۱۸۹۷ – درگذشته ۲۳ مه ۱۹۶۰) از ارزنجان، ولایت ارضروم بود، شهری که تا قبل از جنگ جهانی اول، ۲۰،۰۰۰ ساکن ارمنی داشت و پس از آن هیچ یک از ساکنان آن ارمنی نبودند. تهلیریان زمانی‌که جنگ آغاز شد در صربستان بود. او پس از شنیدن وقوع جنایت علیه ارمنی‌ها، به یگان‌های داوطلب ارمنی ارتش روسیه پیوست؛ آن‌ها با پیشروی به سمت غرب، پیامدهای نسل‌کشی را دیده‌بودند. تهلیریان که فهمید خانواده‌اش کشته شده‌اند، سوگند خورد که انتقام بگیرد. تهلیریان در خاطراتش ۸۵ نفر از اعضای خانواده را که در جریان نسل‌کشی جان باختند ذکر کرده‌است. تهلیریان از غش‌های منظم و سایر اختلالات سیستم عصبی رنج می‌برد که احتمالاً ناشی از چیزی است که امروزه اختلال اضطراب پس از سانحه نامیده می‌شود؛ او در طول محاکمه خود گفت که این‌ها به تجربه‌های او در طول نسل‌کشی مربوط می‌شود.

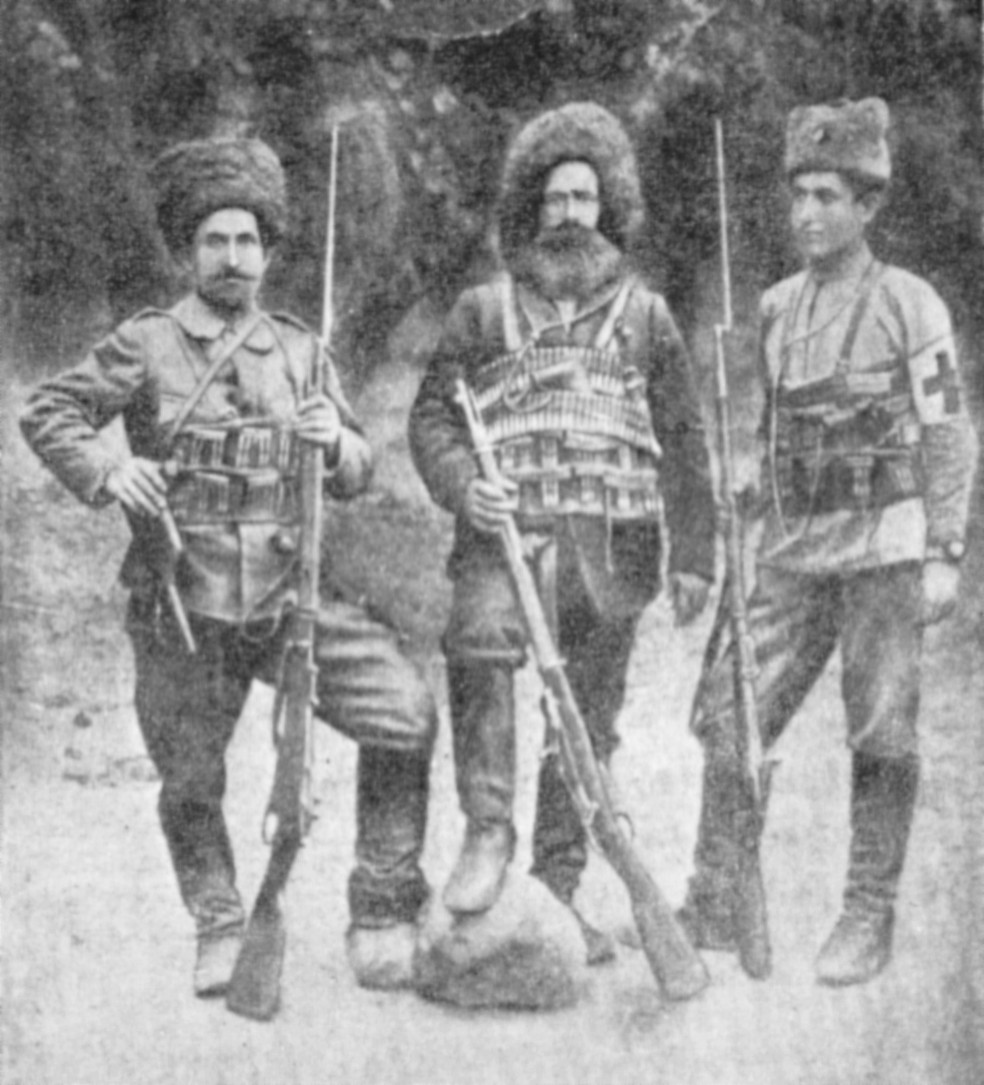
برادران سوقومون—راست، اسحاق و میثاق تهلیریان به‌عنوان داوطلب در ارتش روسیه.

پس از جنگ، تهلیریان به قسطنطنیه رفت و در آنجا هاروتیان مغردیتیچیان را ترور کرد؛ مغردیتیچیان برای پلیس مخفی عثمانی کارد می‌کرد و در تدوین فهرست تبعید روشنفکران ارمنی که در ۲۴ آوریل ۱۹۱۵ اخراج شده‌بودند، نقش داشت. این قتل عاملان نمسیس را متقاعد کرد که ترور طلعت پاشا را به او بسپارند. در اواسط سال ۱۹۲۰، سازمان نمسیس هزینه سفر تهلیریان به ایالات متحده آمریکا را پرداخت کرد؛ گارو به تهلیریان اطلاع داد که احکام اعدام علیه عاملان اصلی در آنجا اجرا نشده‌است و قاتلان به فعالیت‌های ضد ارمنی خود در تبعید ادامه می‌دهند. در پاییز آن سال، جنبش ملی‌گرای ترکیه به ارمنستان حمله کرد. تهلیریان عکس‌های هفت رهبر برجسته حزب اتحاد و ترقی را که نمسیس محل اختفای آن‌ها را ردیابی می‌کرد، دریافت کرد و به اروپا رفت؛ مقصد ابتدایی او پاریس بود. او در ژنو ویزا دریافت کرد تا به‌عنوان دانشجوی مهندسی مکانیک به برلین برود و در ۲ دسامبر از آنجا خارج شود.
توطئه‌گران طراحی ترور در اقامتگاه لیباریت نظریانتس، معاون کنسول جمهوری ارمنستان با یکدیگر ملاقات کردند. تهلیریان حتی پس از ابتلا به حصبه در اواسط ماه دسامبر در این جلسات شرکت می‌کرد. او به قدری بیمار بود که در حین تعقیب شاکر به زمین افتاد و مجبور شد یک هفته استراحت کند. کمیته مرکزی فدراسیون انقلابی ارمنی به آن‌ها دستور داد که به استثنای دیگر عاملان جنایت، بر روی طلعت تمرکز کنند. در پایان فوریه، توطئه‌گران پس از آن‌که دیدند طلعت از ایستگاه راه‌آهن زولوگیشر گارتن برلین برای سفر به رم خارج می‌شود، او را پیدا کردند. وهان زکاریانتز که خود را به‌عنوان مردی به‌دنبال مسکن نشان می‌داد، با تحقیق و جستار متوجه شد که طلعت در خیابان چهارم هاردنبرگ زندگی می‌کند. تهلیریان برای تأیید هویت، یک مهمانکده آن طرف خیابان—خیابان ۳۷ هاردنبرگ کرایه کرد و از آنجا می‌توانست رفت و آمد مردم را از آپارتمان طلعت مشاهده کند. در دستورهای او از ناتالی آمده بود: «تو جمجمه قاتل شماره یک ملت را منفجر می‌کنی و سعی نمی‌کنی فرار کنی. آنجا می‌ایستی، پایت را روی جسد می‌گذاری و تسلیم پلیس می‌شوی، پلیس می‌آید و به تو دستبند می‌زند.»

## ترور

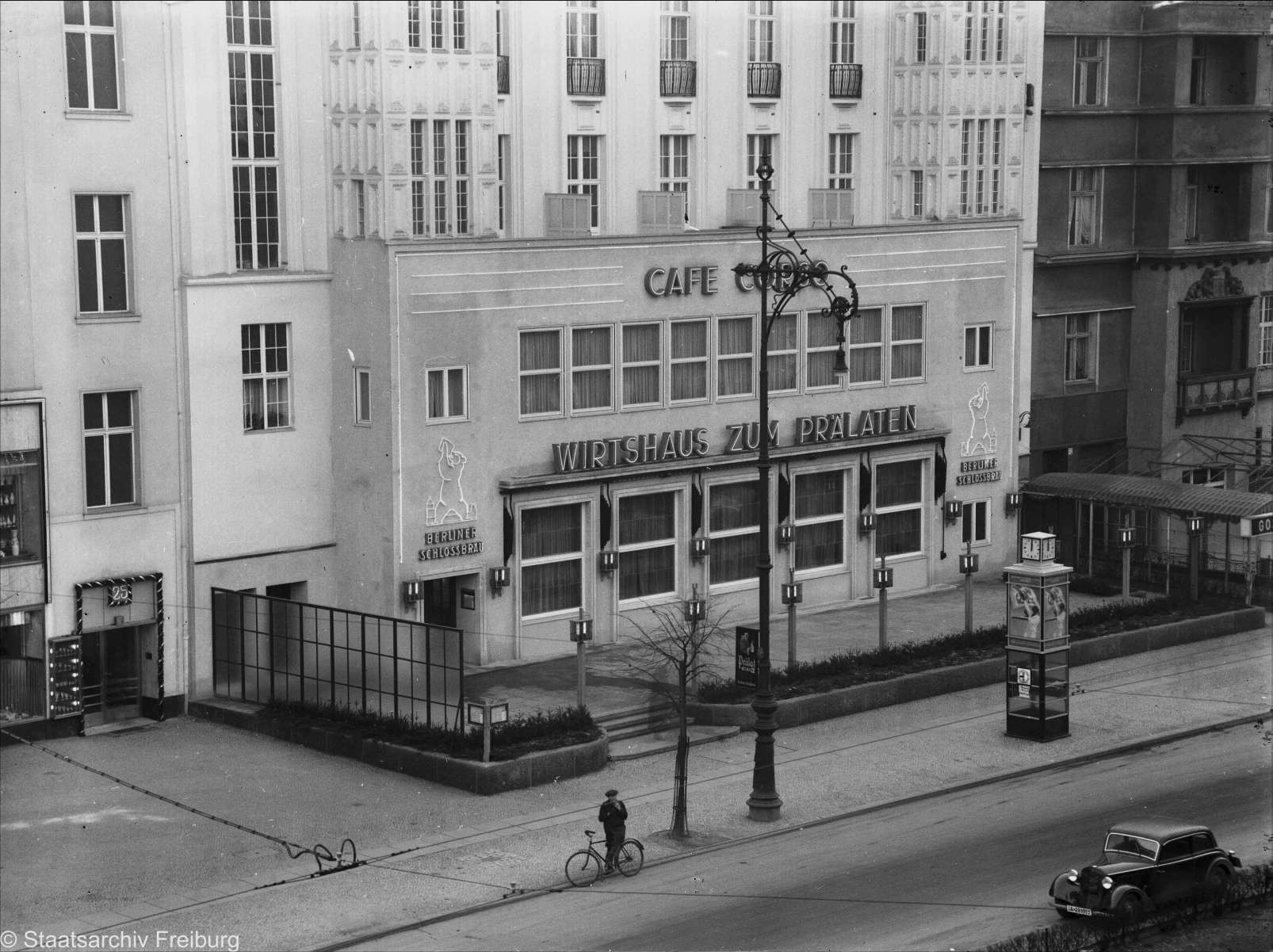
بیرون خیابان ۲۷ هاردنبرگ؛ محلی که ترور در آن رخ داد.

طلعت پاشا در یک سه‌شنبه بارانی (۱۵ مارس ۱۹۲۱) حدود ساعت ۱۰:۴۵ صبح از آپارتمان خود خارج شد و قصد خرید یک جفت دستکش داشت. سوقومون تهلیریان او را شناخت و از جهت مخالف به او نزدیک شد، سپس از خیابان عبور کرد و در گوشه شلوغ خیابان ۲۷ هاردنبرگ، از فاصله نزدیک به گردنش شلیک نمود که موجب مرگ فوری طلعت شد. گلوله از نخاع او گذشت و از بالای چشم چپ طلعت خارج شد و مغزش را نابود ساخت؛ طلعت به جلو افتاد و در برکه‌ای از خونش دراز کشید. در ابتدا تهلیریان بالای سر جسد ایستاد، اما پس از فریاد تماشاچیان دستورهای خود را فراموش کرده و فرار کرد. او تپانچه پارابلوم کالیبر ۹ میلی‌متری را که برای ترور استفاده کرده‌بود، دور انداخت و از طریق خیابان فاسانن اقدام به فرار کرد که در آنجا توسط نیکولاس جسن، فروشنده مغازه دستگیر شد. افراد حاضر در جمعیت او را به شدت مورد ضرب و شتم قرار دادند؛ سوقومون تهلیریان به زبان آلمانی شکسته چیزی به این معنی فریاد زد: «اشکال ندارد، من یک خارجی هستم و او یک خارجی!» اندکی بعد، او به پلیس گفت: «من قاتل نیستم، او بود.»
پلیس جسد را محاصره کرد. ناظم بیگ، دوست تبعیدی او از حزب اتحاد و ترقی کمی بعد به محل حادثه رسید و به آپارتمان طلعت در خیابان چهارم هاردنبرگ رفت؛ همین‌طور ارنست جخ، یکی از مقامات وزارت خارجه و فعال طرفدار ترکیه که اغلب با طلعت ملاقات می‌کرد، ساعت ۱۱:۳۰ صبح وارد آنجا شد. شاکر نیز از این ترور مطلع گشت و هویت جسد را برای پلیس شناسایی کرد. جخ و ناظم به صحنه ترور بازگشتند. ارنست جخ تلاش کرد تا پلیس را متقاعد کند که جسد را با استفاده از اختیاراتش به‌عنوان یک مقام وزارت خارجه به او واگذار کند، اما آن‌ها قبل از رسیدن گروه قتل از انجام این کار خودداری کردند. جخ شکایت کرد که «بیسمارک ترک» نمی‌تواند در چنین حالتی بیرون بماند تا رهگذران به آن نگاه کنند. آن‌ها در نهایت اجازه انتقال را دریافت کردند و جسد با یک خودروی صلیب سرخ به سردخانه شارلوتنبورگ فرستاده شد. شاکر و ناظم بلافاصله پس از ترور طلعت، تحت حمایت پلیس قرار گرفتند. همین‌گونه دیگر تبعیدی‌های حزب اتحاد و ترقی نگران آن بودند که هدف بعدی باشند.

## خاکسپاری

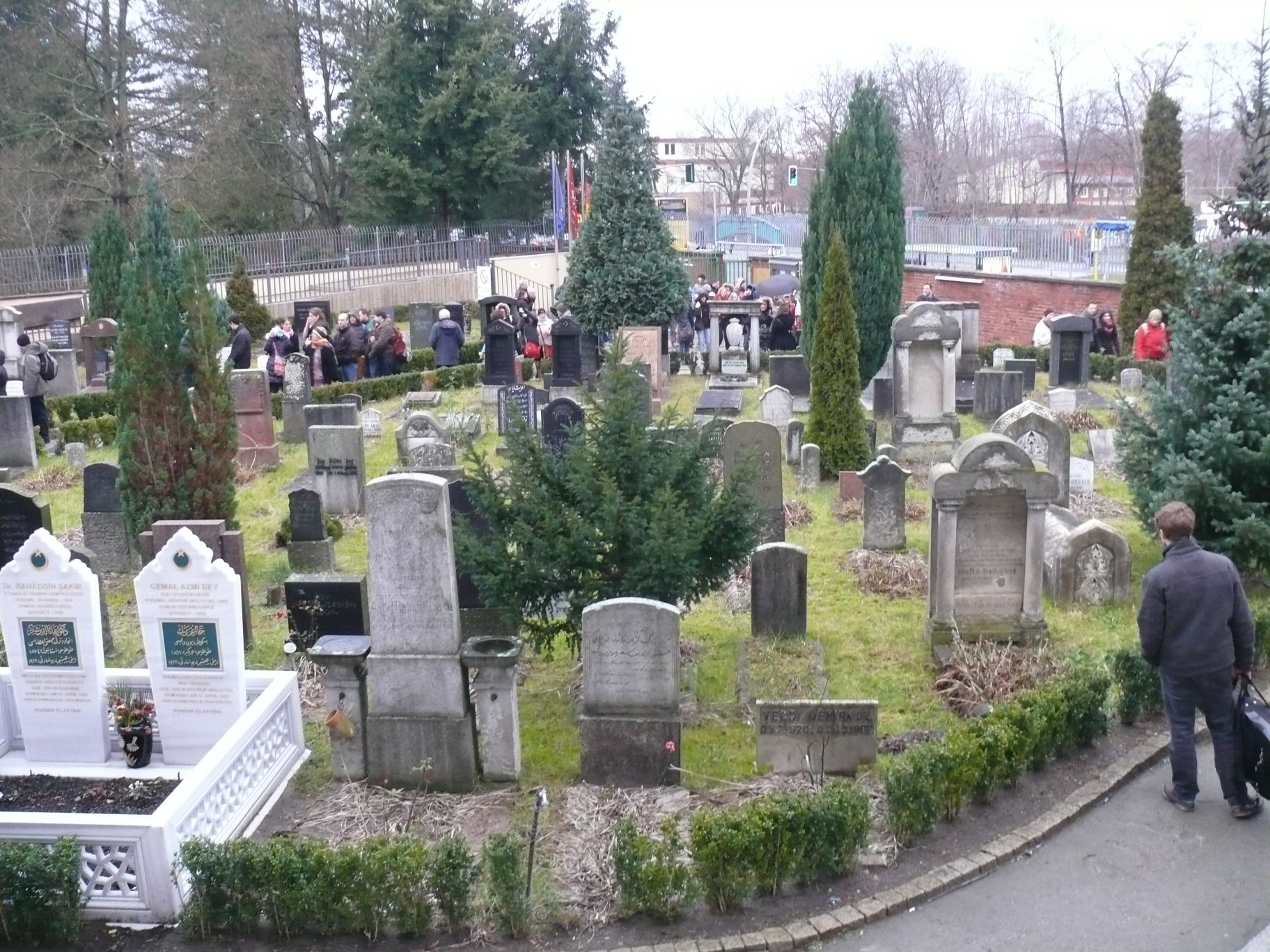
بزرگداشت بهاءالدین شاکر و جمال عظمی، عاملان نسل‌کشی ارامنه در قبرستان مسجد شهیدلیک، برلین. (پیش‌نمای سمت چپ). هر دوی آن‌ها در سال ۱۹۲۲ توسط عوامل نمسیس ترور شدند.

در ابتدا، دوستان طلعت امیدوار بودند که او در آناتولی دفن شود، اما دولت عثمانی در قسطنطنیه و جنبش ملی‌گرای ترک در آنکارا، هیچ‌کدام جسد او را نمی‌خواستند؛ پذیرش طلعت که بدترین جنایتکار جنگ جهانی اول تلقی می‌شد، یک مسئولیت سیاسی بود که می‌توانست آن‌ها را با او همراه کند. دعوتنامه‌های حیریه و باشگاه شرقی برای خاکسپاری طلعت فرستاده شدند و او در ۱۹ مارس، طی مراسمی پرمخاطب در محوطه کلیسای قدیمی سنت متیو به خاک سپرده شد. در ساعت ۱۱:۰۰ صبح، نماز به امامت شکری بیگ، امام سفارت ترکیه در آپارتمان طلعت اقامه شد. پس از آن، دسته بزرگی تابوت را تا سنت متیو، محلی که قرار بود طلعت پاشا در آن دفن شود، همراهی کردند.
بسیاری از آلمانی‌های سرشناس از جمله وزیران خارجه سابق ریشارد فون کولمان و آرتور تسیمرمان، به‌همراه رئیس سابق دویچه بانک، مدیر سابق راه‌آهن بغداد، آگوست فون پلاتن هالرموند به نمایندگی از قیصر ویلهلم دوم در تبعید و چند تن از پرسنل نظامی که در طول جنگ در امپراتوری عثمانی خدمت کرده‌بودند، در مراسم خاکسپاری شرکت‌نموده و به او ادای احترام کردند. همچنین وزارت خارجه آلمان تاج گلی با مضمون «به یک دولتمرد بزرگ و یک دوست وفادار» فرستاده‌بود. شاکر که به سختی می‌توانست خونسردی خود را حفظ کند، پس از آن‌که که تابوت پوشانده‌شده با پرچم عثمانی را در قبر گذاشتند، خطابه تدفین را قرائت کرد. او تأکید کرد که این ترور «پیامد سیاست امپریالیستی علیه ملت‌های اسلامی» است.
در اواخر آوریل، گوستاف اشترزمان، سیاستمدار لیبرال ملی از حزب خلق آلمان، پیشنهاد برگزاری مراسم بزرگداشت عمومی را برای گرامیداشت طلعت ارائه کرد. از طرفی اتحاد آلمان–ترکیه هم کاهش یافته‌بود. اشترزمان به‌خوبی از نسل‌کشی آگاه بود و معتقد بود حداقل یک میلیون ارمنی طی آن کشته شده‌اند. اموال طلعت در اختیار وایزمن، رئیس اداره امنیت عمومی برلین قرار گرفت؛ خاطرات او به شاکر داده‌شد که آن را منتشر کرد.

## محاکمه

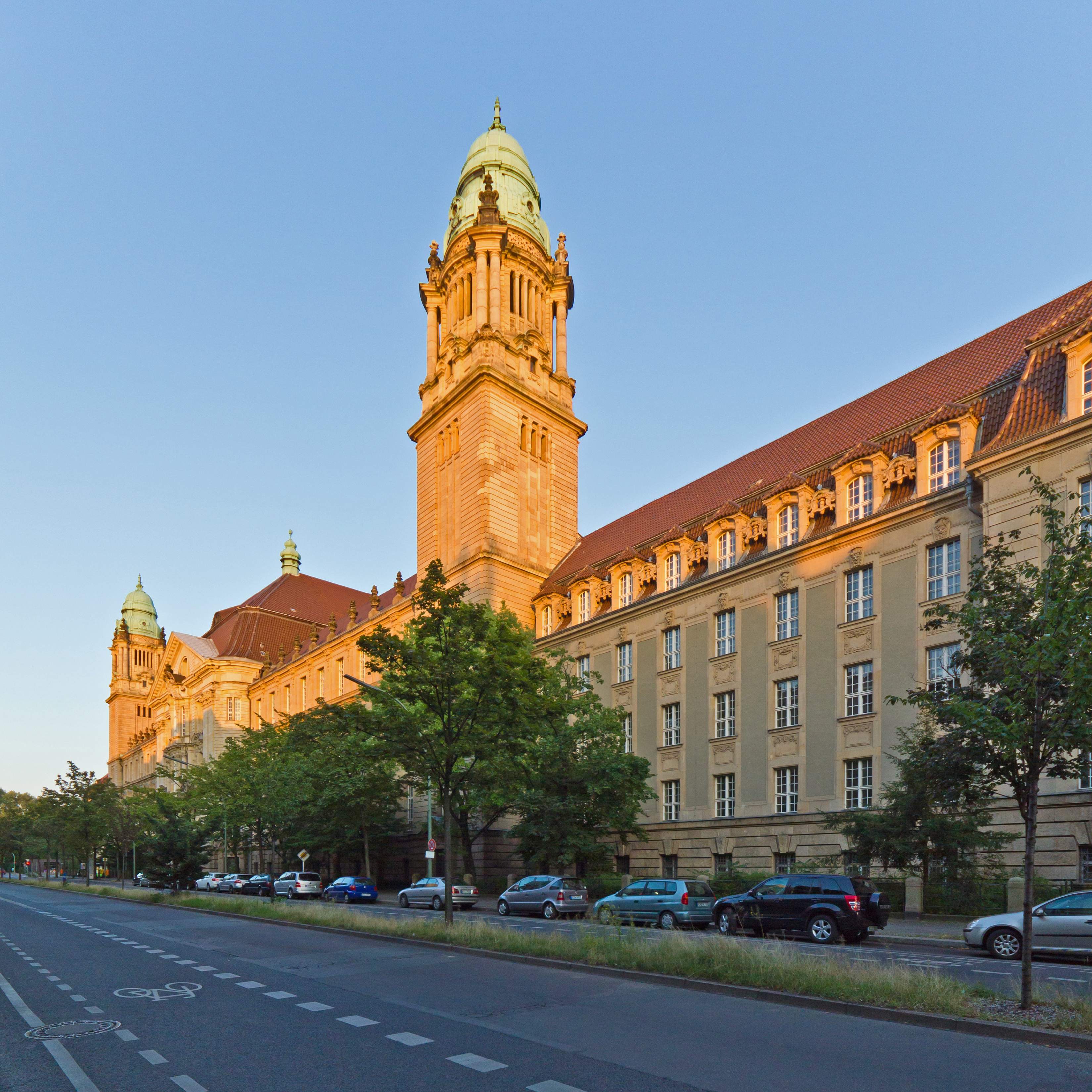
دادگاه کیفری موابیت؛ دادسرایی که تهلیریان در آن محاکمه شد.

در ابتدای تحقیقات پلیس به تهلیریان مترجم ترک زبان پیشنهاد شد، اما او از صحبت‌کردن به زبان ترکی خودداری کرد. در ۱۶ مارس، پلیس یک مترجم ارمنی به نام کورک کالوستیان را که عضوی از عملیات نمسیس بود، به خدمت گرفت. تهلیریان اعتراف کرد پیش از این‌که به آلمان بیاید نقشه قتل را طراحی کرده و طلعت را برای انتقام کشته‌است، اما به پلیس گفت که به تنهایی عمل کرده‌است. تهلیریان در طول محاکمه خود از پیش‌طراحی‌شدن این ترور را انکار کرده‌است؛ همین‌طور مترجم به این دلیل که جراحات تهلیریان او را ناتوان کرده از امضای سند بازجویی خودداری کرده‌بود. تحقیقات اولیه در ۲۱ مارس به پایان رسید.
فدراسیون انقلابی ارمنی بین ۱۰۰،۰۰۰ تا ۳۰۰،۰۰۰ مارک برای دفاع قانونی از او جمع‌آوری کرد که عمدتاً از جانب ارمنی‌های آمریکایی بود. در جریان محاکمه، زکریانتس سخنان تهلیریان را به آلمانی ترجمه کرد و در پرداخت صورتحساب، سازماندهی دفاعیات و ابلاغ دستورهای کمیته مرکزی فدراسیون انقلابی ارمنی آمریکا به تهلیریان، مشارکت داشت. کالوستیان از آلمانی به ارمنی ترجمه می‌کرد. سه وکیل آلمانی به نام‌های آدولف فون گوردون، یوهانس ورتاور و تئودور نیمایر که هر کدام ۷۵،۰۰۰ مارک دستمزد دریافت کردنده‌بودند، وکالت تهلیریان را بر عهده داشتند؛ برجستگی وکلا منجر به تبلیغات بیشتر برای محاکمه شد. دادستان ایالتی، گولنیک و قاضی آن اریش لمبرگ بود. در مجموع، دوازده هیئت منصفه به این پرونده رسیدگی کردند.
محاکمه در دادگاه کیفری موابیت از ۲ تا ۳ ژوئن برگزار شد. سالن دادگاه در راستای محاکمه کاملا پر از جمعیت بود. بسیاری از ارامنه آلمان و برخی از ترک‌ها از جمله همسر طلعت پاشا در جلسه‌های دادگاه شرکت کردند. همچنین خبرنگاران روزنامه‌های آلمانی و بین‌المللی در این جلسه‌های دادرسی حضور داشتند. دیلی تلگراف، شیکاگو دیلی نیوز و دفتر کل فیلادلفیا در میان بسیاری دیگر، درخواست مجوز مطبوعاتی کردند. به نقل از مورخ استفان ایهریگ، این «یکی از دیدنی‌ترین محاکمه‌های قرن بیستم» بود.

### راهبردهای دفاع و تعقیب قضایی

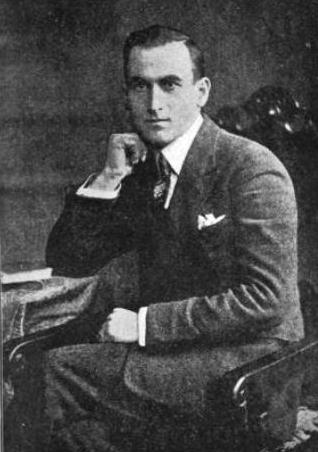
سوقومون تهلیریان در ۱۹۲۱.

راهبرد دفاعی بر آن بود که طلعت پاشا را به اتهام قتل اعضای خانواده تهلیریان و یک میلیون ارمنی دیگر که دستور قتل آن‌ها را صادر کرده‌بود، محاکمه کنند. همچنین ناتالی آن را فرصتی برای تبلیغ آرمان ارمنی می‌دانست. او معتقد بود که تهلیریان احتمالاً طبق قوانین آلمان محکوم خواهد شد، اما از طرفی هم امیدوار بود که عفو خود را دریافت می‌کند. ورتاور، خوشبین‌تر بود و چند روز پس از ترور، اطمینان خود را از دستیابی به تبرئه موکلش اعلام نمود. یوهانس لپسیوس، مبلغ و فعال پروتستان که از سال ۱۸۹۶ علیه کشتار ارامنه صحبت کرده‌بود، در طرح پرونده علیه طلعت کار کرد. همان‌طور که روزنامه سوسیال دموکرات به پیش اشاره کرد، استراتژی آن‌ها موفقیت‌آمیز بود: «در حقیقت این سایه خون‌آلود طلعت پاشا بود که روی نیمکت متهم نشسته بود؛ و اتهام واقعی او کشتار وحشیانه ارامنه بود، نه اعدام او به دست یکی از معدود قربانیانی که زنده مانده‌بود.»
مدافعه برای به‌حداکثر رساندن احتمال تبرئه، تهلیریان را به جای انتقام‌جوی کل ملت خود، به‌عنوان یک کیفرستان تنها معرفی کرد. پلیس آلمان به‌دنبال همدستان تهلیریان بود اما آن‌ها را کشف نکرد. در دفاعیات، از طریق مادر تهلیریان سعی کردند تا اثبات کنند که طلعت باعث مرگ او شده‌است، و از این روند ارتباطی بین تهلیریان و طلعت ایجاد کنند. در کنار انبوه جنایات طلعت پاشا، استدلال دفاعی بر وضعیت روانی آسیب‌دیده تهلیریان استوار بود که می‌توانست او را در قبال اعمال خود بر اساس قانون جنون موقت آلمان، بند ۵۱ حقوق جزا، بی‌مسئولیت کند.
در مقابل، هدف اصلی دادستانی آلمان، غیرسیاسی کردن روند رسیدگی و اجتناب از بحث درباره نقش آلمان در نسل‌کشی بود. دادگاه به‌جای سه روز درخواستی دفاعیات، فقط در یک روز و نیم برگزار شد و شش شاهد از پانزده شاهدی که برای دفاع فراخوانده شده‌بودند، اظهاراتشان شنیده نشد. دادستان درخواست کرد که پرونده به‌صورت غیرعلنی رسیدگی شود تا افشای آن به حداقل برسد، اما وزارت خارجه این راه‌حل را رد کرد، زیرا واهمه آن داشت که پنهان‌کاری باعث بهبود شهرت آلمان نشود. به‌گفته مورخ کارولین دین، تلاش برای تکمیل سریع محاکمه و به تصویر کشیدن مثبت اقدامات آلمان در طول جنگ «به‌طور ناخواسته تهلیریان را به نمادی از وجدان انسانی تبدیل کرد که به شیوه غم‌انگیزی مجبور شد یک قاتل را به‌دلیل عدالت‌خواهی به ضرب گلوله بکشد.»
ایهریگ و سایر مورخان استدلال کرده‌اند که راهبرد دادستان عمیقاً ناقص بود و نشان‌دهنده بی‌کفایتی یا عدم انگیزه او برای دستیابی به محکومیت بوده‌است. گولنیک اصرار داشت که رویدادهای امپراتوری عثمانی هیچ ارتباطی با این ترور ندارد و سعی کرد از ارائه مدارک در مورد نسل‌کشی خودداری کند. پس از ارائه شواهد، او نقش طلعت درباره جنایات علیه ارمنی‌ها را انکار کرد و نهایتاً موظف شد دستورهایی را که طلعت صادر کرده‌بود، توجیه کند. قبل از محاکمه، هانس هومان که روزنامه عمومی ضدارمنی آلمان را کنترل می‌کرد، به‌شدت با دفتر دادستانی لابی کرد. با وجود این‌که او به خاطرات طلعت پاشا دسترسی داشت، اما دادستان آن‌ها را به‌عنوان مدرک در دادگاه وارد نکرد. ایهریگ حدس می‌زند که گولنیک از لابی‌های هومان منزجر شده‌بود و شاید حتی با متهم همدردی می‌کرد. پس از محاکمه، گولنیک به عضویت هیئت تحریریه روزنامه عمومی آلمان درآمد.

### شهادت تهلیریان در دادگاه

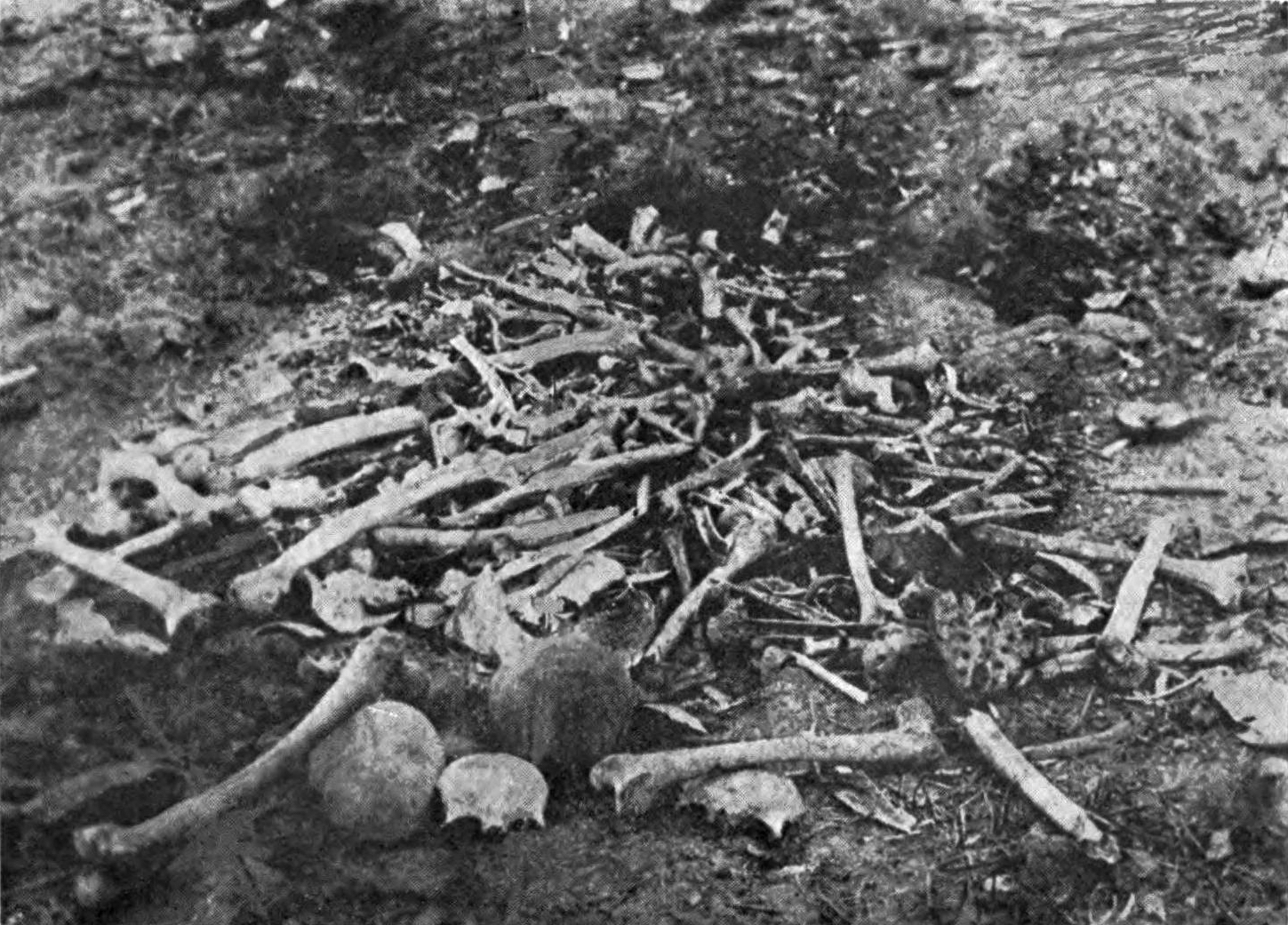
ثمره کشتار ارمنی‌ها در ارزنجان.

در دادگاه، قاضی پرسش‌های زیادی را در مورد نسل‌کشی از تهلیریان پرسید که نشان‌دهنده آگاهی قاضی از نسل‌کشی و روایت‌های ترکی و آلمانی در مورد آن بود. او از تهلیریان خواست تا آنچه را که در جریان این حوادث شاهد بوده، بازگو کند. تهلیریان گفت که پس از شروع جنگ، بیشتر مردان ارمنی در ارزنجان به خدمت سربازی فرستاده شدند. در اوایل سال ۱۹۱۵، برخی از رهبران جامعه ارمنی دستگیر شدند و گزارش‌هایی از کشتار آن‌ها به شهر رسید. در ژوئن ۱۹۱۵، دستور تبعید عمومی صادر شد و ژاندارم‌های مسلح، ارمنی‌های شهر را مجبور کردند خانه و دارایی‌های خود را رها کرده و آن‌جا را ترک کنند. به‌محض خروج مردم از شهر، ژاندارم‌ها شروع به تیراندازی به قربانیان و غارت اشیای قیمتی آن‌ها کردند. تهلیریان بیان کرد: «یکی از ژاندارم‌ها خواهرم را برد» اما ادامه نداد و گفت: «ترجیح می‌دهم هم‌اکنون بمیرم تا این‌که دوباره درمورد آن روز سیاه صحبت کنم.» پس از تشویق قاضی، او به یاد آورد که چگونه شاهد قتل مادر و برادرش بوده و سپس بیهوش گشته و زیر جسد برادرش بیدار شده‌است. همچنین گفت که دیگر هرگز خواهرش را ندیده‌است. تهلیریان گفت که پس از آن و پیش از فرار به ایران با سایر بازماندگان، نزد چند کرد پناه گرفت.
از تهلیریان پرسیده‌شد که او چه کسی را مسئول تحریک این کشتارها و رویدادهای تاریخی مانند کشتار آدانا می‌داند. در همین هنگام قاضی پرونده اتهام قتل عمد را تفهیم کرد. تهلیریان علی‌رغم آن‌که در ابتدا به انجام این ترور اعتراف کرده‌بود، در پاسخ به سؤال این‌که آیا او مقصر است، «نه» گفت. او توضیح داد: «من خودم را مقصر نمی‌دانم زیرا وجدانم پاک بود... من مردی را کشته‌ام اما قاتل نیستم.» تهلیریان داشتن نقشه قبلی برای کشتن طلعت پاشا را تکذیب کرد، اما گفت که دو هفته قبل از قتل، رویایی داشته‌است: «تصاویر کشتار بارها و بارها جلوی چشمانم آمد. جنازه مادرم را دیدم. این جنازه برخاست و به‌سمت من آمد و گفت: دیدی که طلعت اینجاست و تو کلاً بی‌تفاوتی؟ تو دیگه پسر من نیستی!» در این هنگام گفت که «ناگهان بیدار شد و تصمیم گرفت طلعت را بکشد.» او پس از بازجویی‌های بیشتر، اطلاع از حضور طلعت در برلین را انکار کرد و تکرار کرد که هیچ برنامه‌ای برای کشتن این مقام عثمانی نداشته‌است. قاضی پس از بررسی‌های بیشتر از سوی دادستان به‌نفع تهلیریان مداخله کرد و بیان داشت که «تغییراتی در تصمیم او (تهلیریان) رخ داده‌است.»
شهادت او دروغ بود؛ در واقع، تهلیریان در زمان کشته‌شدن خانواده‌اش با داوطلبان ارمنی در ارتش روسیه می‌جنگید. مورخ رولف هاسفلد می‌گوید تهلیریان «بسیار آراسته بود» و شهادت او هم بسیار باورپذیر بوده‌است. مورخ تسا هافمن می‌گوید که شهادت تهلیریان در عین نادرستی، «عناصر بسیار معمولی و اساسی سرنوشت جمعی هموطنانش» را نشان می‌دهد. دادستانی صحت شهادت را به چالش نکشید و حقیقت تا دهه‌ها بعد آشکار نشد. در طول محاکمه، هرگز از تهلیریان پرسیده‌نشد که آیا او به یک گروه انقلابی ارمنی تعلق دارد یا این‌که از طرفی این ترور را به‌عنوان بخشی از یک توطئه انجام داده‌است. هاسفلد استدلال می‌کند که اگر دادگاه می‌دانست این ترور بخشی از یک توطئه از پیش طراحی‌شده بود، تهلیریان تبرئه نمی‌شد.

### دیگر شهادت‌ها پیرامون نسل‌کشی
سپس دادگاه با افسران پلیس و پزشکی قانونی به‌عنوان شاهدان ترور و عواقب آن گفتگو کرد؛ همچنین قبل از تماس با ارامنه‌ای که با تهلیریان در برلین ارتباط برقرار کرده‌بودند، با دو خانم صاحبخانه تهلیریان، صحبت کرد. این شاهدان اطلاعاتی در مورد نسل‌کشی ارمنی‌ها ارائه کردند. لوون افتیان در دادگاه اظهار کرد که خانواده‌اش در زمان نسل‌کشی در ارزروم بودند و پدر و مادرش هر دو کشته‌شدند، اما سایر اقوام موفق به فرار شدند. زکریانس، مترجم تهلیریان نیز اواخر همان روز شهادت داد و گفت که او پدر، مادر، پدربزرگ، برادر و عمویش را در جریان کشتار حمیدیه در دهه ۱۸۹۰ از دست داده‌است. آقای ترزیباشیان که یک دخانیات‌فروش ارمنی در برلین بود، شهادت داد که تمام دوستان و بستگانش که در ارزروم بودند، در جریان نسل‌کشی کشته شده‌اند.

#### کریستین ترزیباشیان

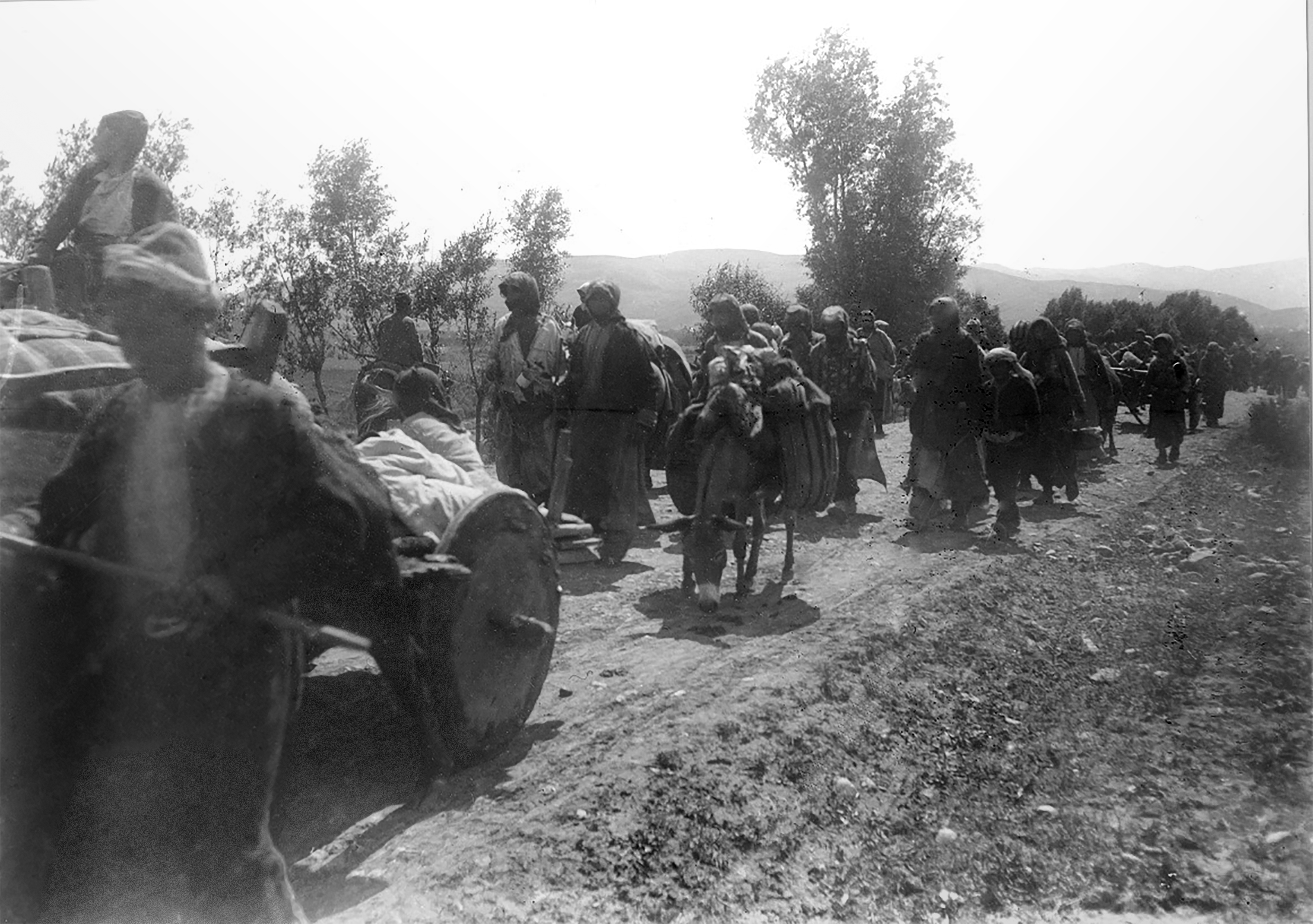
اخراج‌شدگان ارمنی در ارزروم؛ عکس از ویکتور پیچمن.

کریستین ترزیباشیان، همسر این دخانیات‌فروش گفت که از این ترور چیزی نمی‌داند. مدافعان از او درخواست کردند که در مورد نسل‌کشی ارمنی‌ها شهادت دهد و قاضی هم به او اجازه داد. او نیز اهل ارزروم بود و اظهار کرد که از بیست‌ویک خویشاوند او تنها سه نفر زنده مانده‌اند. او همین‌طور بیان کرد که ارمنی‌ها مجبور شدند ارزروم را در چهار گروه پانصد خانواده‌ای به سمت ارزنجان ترک کنند. همچنین آن‌ها مجبور بودند از روی اجساد دیگر ارامنه‌ای که پیش‌تر کشته شده‌بودند، عبور کنند. او شهادت داد که پس از رسیدن به ارزنجان، مردان را از بقیه تبعیدیان جدا کرده، به‌هم بستند و به رودخانه انداختند. او توضیح داد که بقیه مردان در کوه‌های بالای ملطیه با تبر کشته‌شده و در آب انداخته شده‌اند.
پس از آن، ترزیباشیان یادآوری کرد: «ژاندارم‌ها آمدند و زیباترین زنان و دختران را انتخاب کردند» و هرکسی که امتناع می‌کرد را «با سرنیزه به چوب می‌زدند و پاهایشان را از هم می‌دریدند.» او به یاد می‌آورد که قاتلان، بدن زنان باردار را برای کشتن فرزندانشان می‌بریدند. این موضوع باعث سر و صدای زیادی در دادگاه شد. وی اظهار داشت که برادرش کشته‌شده و مادرش فوراً جان باخته‌است؛ همین‌طور هنگامی‌که او از ازدواج با یکی از ترک‌ها امتناع کرد، «او فرزندش را گرفت و دور انداخت.» پس از بازگو کردن جزئیات وحشتناک‌تر، او گفت که حقیقت بدتر از آن چیزی است که گفته‌است. او در پاسخ به این سؤال که چه کسی را مسئول این قتل‌عام می‌داند گفت: «این به‌دستور انور پاشا اتفاق افتاد و سربازان، تبعیدشدگان را مجبور کرده که زانو زده و فریاد بزنند: «زنده باد پاشا!.» گروه دفاعیات گفت که شاهدان دیگر، از جمله دو پرستار آلمانی در ارزنجان، اظهارات او را تأیید کردنده‌اند. بدین‌گونه، گوردون استدلال کرد که روایت تهلیریان نیز «تا هسته» صحیح بود.

#### شاهدان کارشناس
دو شاهد خبره درمورد صحت شهادت قبلی درخواست صحبت کردند و دادستان نیز با استماع عرایض آن‌ها موافقت نمود. لپسیوس شهادت داد که دستور اخراج از سوی «کمیته ترک‌های جوان» علی‌الخصوص طلعت پاشا صادر شده‌است. لپسیوس از سند اصلی طلعت در مورد تبعید ارامنه نقل کرده‌است که در آن آمده‌بود: «سرنوشت تبعیدیان نیستی است» و جزئیاتی در مورد چگونگی انجام این کار در عمل بیان کرد. لپسیوس خاطرنشان کرد که علی‌رغم بهانه رسمی که «اقدامات پیشگیرانه» نامیده‌می‌شد، «شخصیت‌های معتبر، آشکارا در خلوت اعتراف کردند که این موضوع در مورد نابودی مردم ارمنی است.» لپسیوس با اشاره به مجموعه اسناد وزارت خارجه آلمان و ارمنستان که خود ویرایش کرده‌بود، اظهار داشت که صدها شهادت مشابه دیگر مانند آنچه در دادگاه شنیده شده‌است وجود دارد؛ او تخمین زد که در مجموع یک میلیون ارمنی کشته‌شده‌اند.
ژنرال آلمانی اتو لیمان فن زاندرس اذعان کرد که دولت حزب اتحاد و ترقی، دستور اخراج ارامنه را صادر، بهانه و توجیه‌هایی را نیز برای آن ارائه کرد و مدعی شد که این اخراج به‌دلیل ضرورت نظامی و به‌توصیه «بالاترین مقامات نظامی» رخ داده‌است؛ او در مورد این‌که این افسران عالی‌رتبه نظامی عمدتاً آلمانی بودند، اعتراف نکرد. برخلاف سایر شاهدان، اتو لیمان فن زاندرس گفت که نمی‌داند آیا طلعت پاشا شخصاً مسئول نسل‌کشی بوده‌است یا خیر.

#### گریگوریس بالاکیان

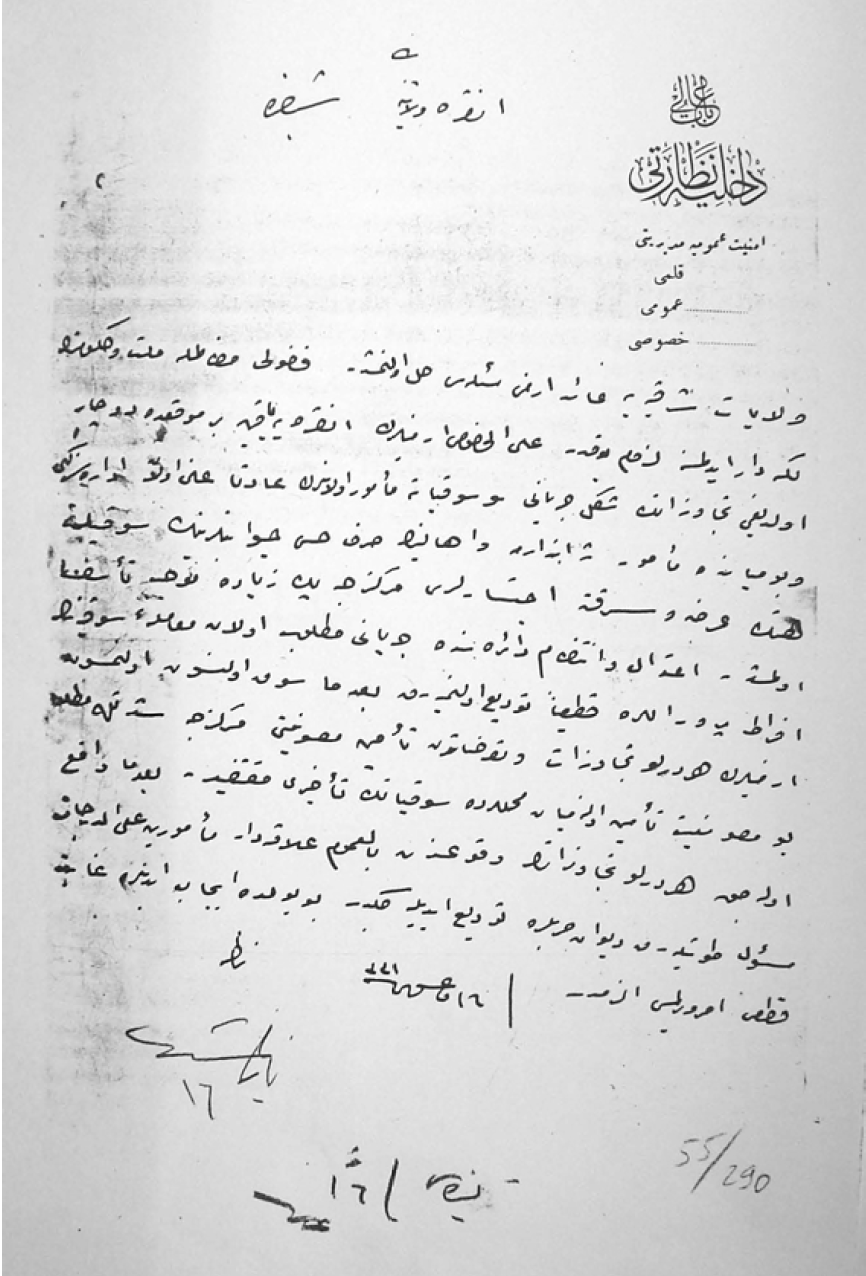
تلگراف ارسال‌شده توسط طلعت پاشا در ۲۹ اوت ۱۹۱۵: مسئله ارامنه در استان‌های شرقی مستحیل شده‌است. لزومی ندارد ملت و دولت با قساوت‌های بیشتر تحقیر شود.

سپس اسقف ارمنی گریگوریس بالاکیان که از منچستر انگلستان آمده‌بود شهادت داد؛ او جزو کسانی بود که در ۲۴ آوریل تبعید شده‌بودند. او توضیح داد که چگونه اکثر اعضای کاروانش در آنکارا تا حد مرگ مورد ضرب و شتم قرار گرفتند. بالاکیان بیان کرد: «نام رسمی آن «تبعید» بود اما در حقیقت یک سیاست نابودی سیستماتیک می‌بوده‌است.» همچنین تشریح کرد:
در حدود چهار ساعت پس از رسیدن به یوزغاد، در دره‌ای صدها سر با موهای بلند، سر زنان و دختران را دیدیم. رئیس ژاندارم‌های نگهبان ما شکری نام داشت. به او گفتم: «فکر می‌کردم فقط مردان کشته شده‌اند.» او گفت: «اگر فقط مردان را بکشیم اما زنان و دختران را نه، در پنجاه سال آینده دوباره چندین میلیون ارمنی وجود خواهند داشت. بنابراین باید زنان و کودکان را نیز از بین ببریم تا یک‌بار برای همیشه در داخل و خارج از کشور، این مسئله را حل کرده‌باشیم.»
شکری توضیح داد که برخلاف قتل‌عام حمیدیه، این‌بار عثمانی‌ها اقداماتی را انجام دادند که «هیچ شاهدی هرگز پایش به دادگاهی نمی‌رسد.» او گفت که می‌تواند آزادانه با بالاکیان صحبت کند زیرا از گرسنگی در بیابان خواهد مرد. همین‌طور شکری گفت دستور داده‌است که ۴۰،۰۰۰ ارمنی را با چماق به قتل برسانند. پس از مدتی، گوردون حرفش را قطع کرد و از بالاکیان درباره تلگراف طلعت پرسید. بالاکیان گفت که چنین تلگرافی را دیده‌است که برای آصف بیگ، معاون فرماندار عثمانیه در کیلیکیه فرستاده شده‌بود و در آن نوشته بود: «خواهشمندیم فوراً به ما تلگراف دهید که چه تعداد از ارمنی‌ها پیش‌تر مرده‌اند و چه تعداد هنوز زنده هستند. وزیر کشور، طلعت.» آصف به بالاکیان گفت این به‌معنی آنست که «منتظر چه هستی؟ فوراً قتل‌عام را آغاز کن!.» همچنین بالاکیان گفت که آلمانی‌هایی که برای راه‌آهن بغداد کار می‌کردند جان او را نجات داده‌اند. او اظهار کرد که ارامنه به‌درستی طلعت پاشا را مسئول کشتارها می‌دانستند.

#### شاهدان و شواهد ارائه‌نشده
گروه دفاعیات درنظر داشت چندین تلگراف طلعت پاشا را که توسط روزنامه‌نگار ارمنی آرام آندونیان جمع‌آوری شده‌بود، به‌عنوان مدرک برای اثبات مقصربودن طلعت در قتل‌عام بخواند. آندونیان با آمادگی برای شهادت به برلین آمد و چندین تلگراف اصلی را که از آن زمان مفقود شده‌بودند، به‌همراه آورد. مدافعه از والتر راسلر، کنسول سابق آلمان در حلب درخواست ارائه شهادت کرد اما پس از این‌که راسلر بیان کرد شهادت می‌دهم و معتقدم طلعت «نابودی ارمنی‌ها را می‌خواست و به‌طور سیستماتیک آن را انجام داده‌است»، مافوق‌های او در وزارت خارجه مانع این شهادت شدند. وزارت امور خارجه نگران بود که راسلر آگاهی و همدستی آلمان در نسل‌کشی ارمنی‌ها را افشا کند. به درخواست وکلای مدافع، راسلر تلگراف‌های آندونیان را بررسی کرد و به این نتیجه رسید که به احتمال زیاد معتبر هستند. آندونیان شهادت نداد و تلگراف‌های او به‌عنوان مدرک شناخته نشد زیرا دادستان اعتراض کرد و گفت «شکی وجود نداشت که تهلیریان، طلعت را مسئول می‌دانست.» نهایتاً گروه دفاعیات از درخواست خود برای ارائه مدارک بیشتر در مورد مجرمیت طلعت صرف نظر کرد؛ در این حین، اعضای هیئت منصفه از قبل به‌جای تهلیریان، بر جرم طلعت متمرکز شده‌بودند.
تلگراف‌های طلعت در پوشش‌های مطبوعاتی، از جمله روزنامه نیویورک تایمز مورد بحث و بررسی قرار گرفت. برونسارت فون شلندورف، سربازان ارنست پاراکوین و فرانتس کارل اندرس، پزشک آرمین وگنر و ماکس اروین فون شوبنرریشتر که به‌عنوان معاون کنسول در ارزروم شاهد نسل‌کشی بود، شاهدان دیگری بودند که فراخوانده شدند اما اظهاراتشان شنیده‌نشد.

### وضعیت روحی–روانی
پنج شاهد کارشناس در مورد وضعیت روانی تهلیریان و این‌که قوانین آلمان او را از مسئولیت کیفری اقداماتش معاف کرده‌است، شهادت دادند؛ همه موافق بودند که او به دلیل آنچه در ۱۹۱۵ تجربه کرد از حملات منظم «صرع» رنج می‌برد. به‌گفته ایهریگ، هیچ‌یک از پزشکان درک روشنی از وضعیت تهلیریان نداشتند، اما استنباط آن‌ها شبیه بیماری اختلال اضطراب پس از سانحه بود. دکتر رابرت استورمر ابتدا شهادت داد و اظهار داشت که جنایت تهلیریان از نظر او یک قتل عمدی بوده و ناشی از وضعیت روحی او نیست. به‌گفته هوگو لیپمن، تهلیرین به دلیل آنچه در ۱۹۱۵ شاهد بود، تبدیل به یک «بیمار روانی» شده‌بود و بنابراین به‌طور کامل مسئول اعمال خود نبود. پروفسور ریچارد کاسیرر، عصب‌شناس شهادت داد که «آشفتگی عاطفی علت اصلی بیماری او بود» و «تأثیر صرع» شخصیت او را کاملاً تغییر داد. ادموند فورستر گفت که تجارب آسیب‌زا در طول جنگ باعث آسیب‌شناسی‌های جدیدی نشده‌است، فقط مواردی را که قبلاً وجود داشته را نشان می‌دهد، اما قبول دارد که تهلیرین مسئول عمل خود نبوده‌است. واپسین کارشناس برونو هاک، نیز با تشخیص «تأثیر صرع» این احتمال را که تهلیریان توانسته‌است با اراده آزاد خود این عمل را فرموله کند، کاملاً رد کرد.

### اظهارات و دفاعیات پایانی
نظرات و سخنان همه شاهدان در روز اول شنیده‌شد. در ساعت ۹:۱۵ صبح روز دوم، قاضی خطاب به هیئت منصفه گفت که آن‌ها باید به سؤالات زیر پاسخ دهند: «[اولاً، آیا] متهم، سوقومون تهلیریان، مجرم است که انسان دیگری به نام طلعت پاشا را در ۱۵ مارس ۱۹۲۱ در شارلوتنبورگ، عمداً به قتل رسانده‌است؟ ... ثانیاً، آیا متهم با تأمل این قتل را انجام داده‌است؟ ... ثالثاً، آیا شرایط تخفیف مجازات وجود دارد؟»
گولنیک تنها یک کلام پایانی مختصر ارائه داد: سخنرانی او در رونوشت محاکمه شش صفحه و در دفاع سی‌و‌پنج صفحه را به خود اختصاص داد. او ادعا کرد که تهلیریان به قتل عمد متهم است—برخلاف قتل شبه‌عمد که حکم کمتری داشت—و خواستار مجازات اعدام شد. گولنیک اظهار کرد که نفرت سیاسی و کینه‌توزی این جنایت را به‌طور کامل آشکار کرده‌است. تهلیریان از مدت‌ها قبل نقشه قتل را طراحی کرد، از امپراتوری عثمانی به برلین سفر نمود و اتاقی را در آن سوی خیابان قربانی مورد نظرش اجاره کرد، در همین حین با دقت طلعت را زیرنظر داشت و سرانجام او را کشت. او بر شهادت لیمان فون سندرز تأکید داشت و گفت که او از لپسیوس قابل اعتمادتر است و آنچه را که ژنرال آلمانی واقعاً گفته‌بود تحریف می‌کرد. گولنیک با توسل به افسانه خنجر زدن از پشت در مورد شکست آلمان در جنگ، اظهار کرد که «جابجایی» ارمنی‌ها به‌این دلیل انجام شد که آن‌ها «با حسن تفاهم توطئه‌کرده و مصمم بودند به‌محض این‌که شرایط جنگ اجازه داد، از پشت به ترک‌ها خنجر زده و به استقلال برسند.» او با این استدلال که هیچ مدرکی دال بر مسئولیت طلعت در قتل‌عام وجود ندارد، اعتبار اسناد ارائه‌شده در دادگاه و عینیت دیوان دادرسی را که طلعت را به اعدام محکوم کرده‌بود، زیر سوال برد. او در پایان سخنان خود بر میهن‌پرستی و شرافت طلعت پاشا اصرار داشت.
از میان وکلای مدافع، گوردون ابتدا صحبت نمود و گولنیک را متهم کرد که «وکیل مدافع طلعت پاشا» است. او به نفع شواهدی که طلعت را به ارتکاب نسل‌کشی مرتبط می‌داشت، به‌ویژه تلگراف‌ها، بحث می‌کرد. او معتقد بود که چنین نابودی گسترده یک میلیون ارمنی بدون هماهنگی دولت مرکزی ممکن نبود. گذشته از این، گروه مدافعه متذکر شد که «مشورت» در قانون پرونده‌ای آلمان به‌استثنای سایر مقدمات، به‌زمانی اشاره دارد که در آن تصمیم به قتل گرفته می‌شود. یک عمل برنامه‌ریزی‌شده اگر در لحظه اجرای آن تعمق صورت نگیرد، نمی‌تواند قتل باشد.
ورتاور گفت که طلعت در یک «کابینه نظامی» خدمت می‌کرد؛ «نظامی‌گرا» همان‌طور که با عدالت مخالف است، قانون را در جايی که نمی‌تواند با «ضرورت‌های نظامی» هماهنگ کند، ناديده می‌گيرد. ورتاور اعلام کرد که اشغال راینلند توسط متفقین و بلشویک‌ها نیز دولت‌هایی «نظامی‌گرا» هستند. او بین این «نظامی‌گرایان» و «تهلیریان» که شخصیتی نجیب بود و او را با ویلیام تل مقایسه می‌کرد، تضاد دراماتیکی قائل شد: «از میان تمام هیئت‌های منصفه در جهان، اگر تل تیر خود را به سمت آلبرشت گسلر [ستمگر] شلیک می‌کرد، کدام یک محکوم می‌شدند؟ آیا اقدامی انسان دوستانه‌تر از آنچه در این دادگاه توصیف شده‌است، وجود دارد؟» در کنار این استدلال که عمل تهلیریان به اجبار صورت گرفته‌است، گروه دفاعیات مدعی شد که این اقدام نیز منصفانه بوده‌است.
دادستانی و گروه مدافعه هر دو بر تفاوت رفتار بین آلمانی‌ها و ترک‌ها در جریان نسل‌کشی تأکید کردند. ورتاور اظهار داشت که طلعت بدون اطلاع دولت آلمان در برلین زندگی می‌کرده‌است. نیمایر گفت که تبرئه، به‌این تصور غلط که جهان از ما دارد، مبنی بر اینکه آلمان مسئول نسل‌کشی است، پایان می‌دهد.

### رأی دادگاه

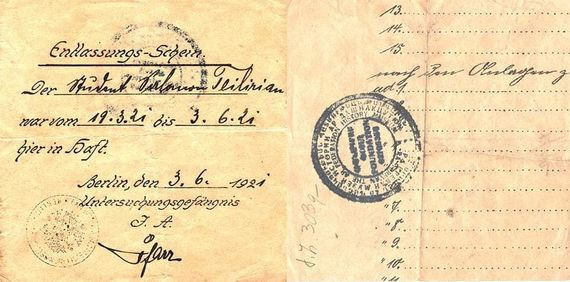
برگه آزادی سوقومون تهلیریان از زندان.

پس از ارائه سخنان پایانی، قاضی از تهلیریان پرسید که آیا مطلبی برای افزودن دارید؛ او درخواست را رد کرد. هیئت منصفه ساعتی به بحث و بررسی پرداختند و سپس به این سؤال که آیا تهلیریان در قتل عمدی طلعت مقصر بوده یا خیر، با یک کلمه پاسخ دادند: «نه.» رأی متفق‌القول، امکان تجدیدنظر از سوی دادستانی را باقی نگذاشت. در همین هنگام، حضار در جلسه به تشویق و تمجید پرداختند. خزانه‌داری دولت هزینه دادرسی را که ۳۰۶،۴۸۴ مارک بود، متقبل شد. گولنیک گفت که این تبرئه بر اساس جنون موقت بوده‌است. ایهریگ می‌گوید: «هیئت منصفه لزوماً تهلیریان را به‌خاطر «جنون موقت» بی‌گناه تشخیص نداد؛» او خاطرنشان می‌کند که مدافعه بیشتر بر جنبه‌های سیاسی عمل تهلیریان متمرکز بود تا جنبه‌های پزشکی.
تهلیریان پس از تبرئه از آلمان اخراج شد. او با بالاکیان به منچستر نقل مکان کرد و سپس با نام جعلی «سارو ملیکیان» به آمریکا رفت، در آن‌جا هیئت تحریریه هایرنیک (هفته‌نامه ارمنی‌زبان) از او تقدیر کرد. او همچنان بیمار بود و برای اختلال اضطراب خود نیاز به مداوای پزشکی داشت. او در بلگراد صربستان ساکن شد و تا ۱۹۵۰ در آنجا زندگی کرد. رونوشت محاکمه که توسط بسیاری از ارامنه در سراسر جهان خریداری شده‌بود، برای جبران هزینه دفاع تهلیریان و جمع‌آوری پول برای عملیات نمسیس فروخته شد.

## پوشش خبری

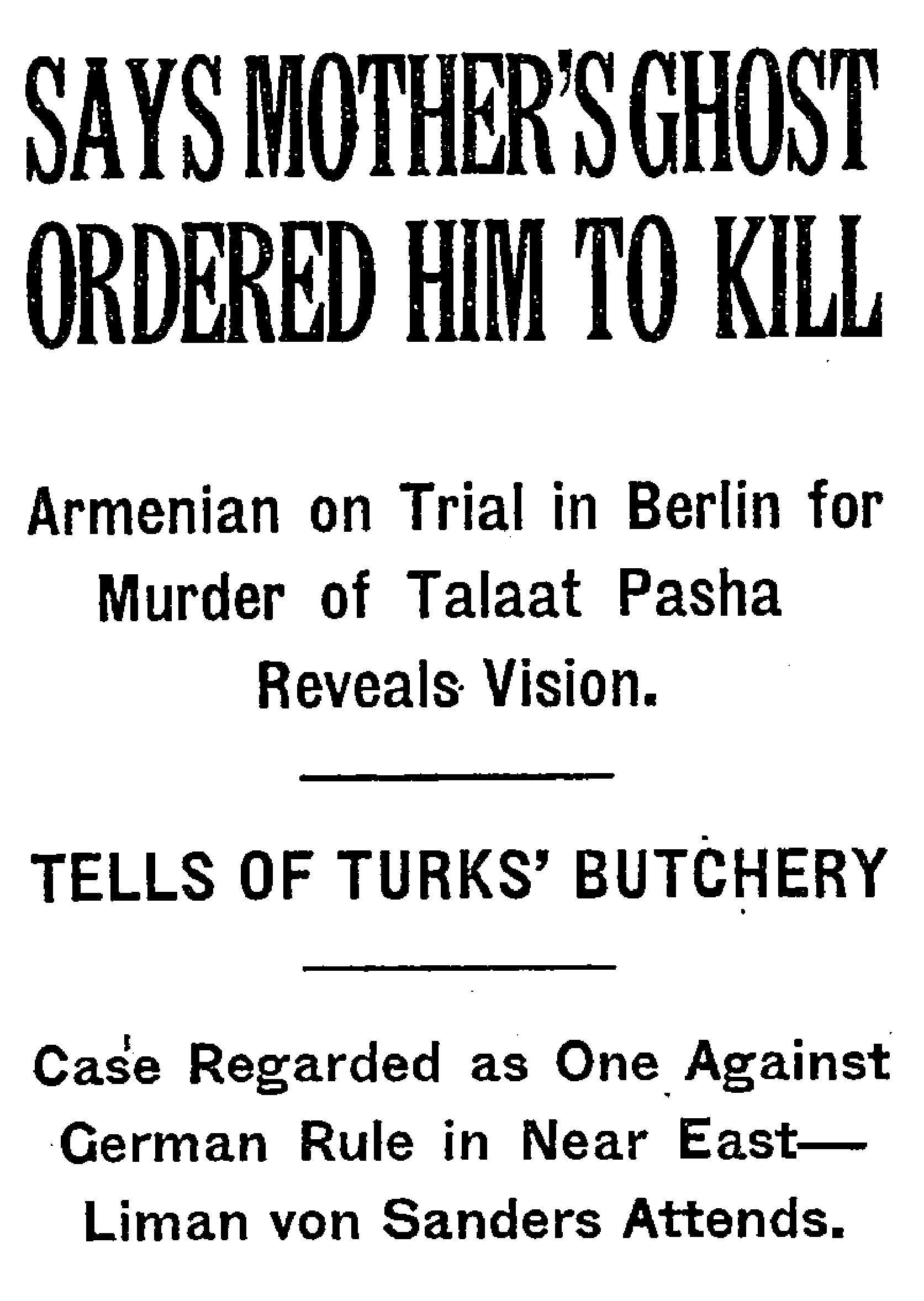
پوشش محاکمه نیویورک تایمز

این ترور و محاکمه بازتاب گسترده‌ای در مطبوعات بین‌المللی پیدا کرد، همین‌طور توجه و به‌رسمیت‌شناختن حقایق نسل‌کشی را به همراه داشت. مردمان معاصر این محاکمه را بیشتر درباره نسل‌کشی ارامنه می‌دانستند تا جرم شخصی تهلیریان. پوشش خبری منعکس‌کننده تنش بین همدردی عمومی با قربانیان نسل‌کشی ارمنی‌ها و ارزش نظم و قانون بود. نیویورک تایمز اشاره کرد که هیئت منصفه با یک معضل روبرو شده‌است: آن‌ها با تبرئه، جنایات ارمنی‌ها را محکوم می‌کنند، اما کشتار غیرقانونی را نیز تحریم می‌کنند: «نمی‌توان از این سردرگمی فرار کرد: همه قاتلان باید مجازات شوند؛ این قاتل نباید مجازات شود. و شما اینجا هستید!» در مجموع، واکنش‌ها نسبت به تبرئه مثبت بود.

### آلمان

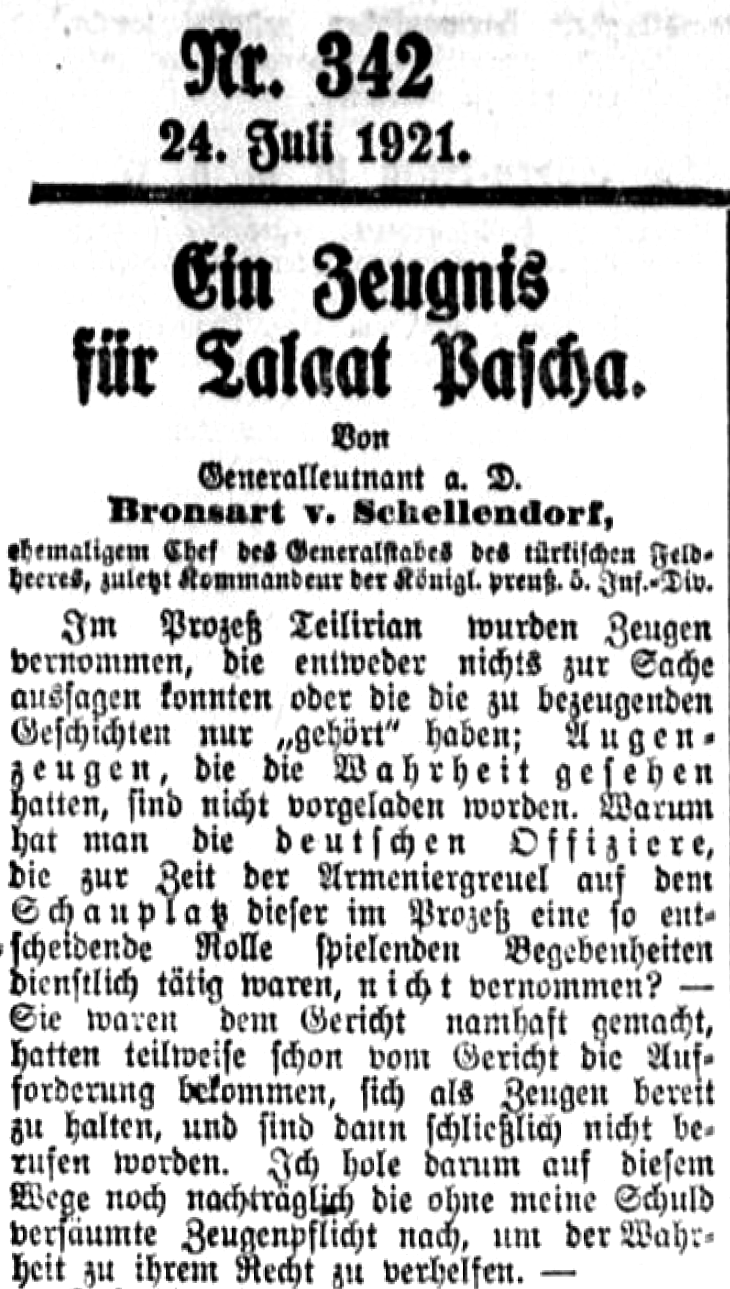
«ادای احترام به طلعت پاشا» نوشته برونسارت فون شلندورف در روزنامه عمومی آلمان، با ادعای این‌که ارامنه متجاوزان ۱۹۱۵ بودند.

این ترور در روز وقوع آن به تیتر بسیاری از روزنامه‌های آلمانی تبدیل گشت و بیشتر پوشش‌ها به همدردی با طلعت اختصاص داده‌شد. روز بعد، بیشتر روزنامه‌های آلمان در مورد این ترور گزارش دادند و بسیاری از آگهی‌های درگذشت نیز چاپ شدند. نمونه بارز این پوشش توسط روزنامه وسیش انجام شد که نقش طلعت را در تلاش برای «نابودسازی همه اعضای قابل دسترس تبار [ارمنی] تصدیق کرد.» اما چندین توجیه هم برای نسل‌کشی ارائه داشت. روزنامه‌های دیگر عقیده داشتند که طلعت هدف اشتباهی برای انتقام‌گیری ارامنه بود. روزنامه عمومی آلمان کمپینی ضد ارامنه به راه انداخت و مدعی شد خنجر زدن از پشت و قتلی که تهلیریان انجام داد «آداب حقیقی ارمنیان» بوده‌است. یکی از تنها روزنامه‌هایی که در ابتدا با قاتل ابراز همدردی کرد، روزنامه کمونیست آزادی (روزنامه حزب سوسیال دموکرات مستقل آلمان) بود.
پوشش محاکمه به‌مدت یک‌ماه پس از آن گستردگی داشت و عمل تهلیریان تا زمان تصرف قدرت توسط نازی‌ها در ۱۹۳۳ در بحث‌های سیاسی مطرح می‌شد. پس از محاکمه، روزنامه‌های آلمانی در سراسر طیف سیاسی، حقیقت نسل‌کشی را پذیرفتند. بیشتر روزنامه‌ها شهادت لپسیوس و تهلیریان را به‌طور گسترده نقل می‌کردند. واکنش‌ آلمانی‌ها به این تبرئه متفاوت بود و عموماً در میان کسانی که با ارامنه یا حقوق بشر جهانی همدل بودند، مطلوب بوده‌است. روزنامه‌نگار امیل لودویگ در مجله صلح‌طلب سکوی جهانی می‌نویسد: «تنها زمانی‌که جامعه‌ای از ملت‌ها خود را به‌عنوان حامی نظم بین‌المللی سازماندهی کرده‌باشند، هیچ قاتل ارمنی مجازات نخواهد شد، زیرا هیچ پاشای ترک حق ندارد ملتی را به صحرا بفرستد.» چند ماه پس از محاکمه، وگنر رونوشت کامل را منتشر کرد. او در مقدمه تهلیریان را به‌خاطر «آمادگی قهرمانانه برای فدا کردن خود برای مردمش» را ستود و این را در مقابل فقدان شجاعت لازم برای صدور فرمان نسل‌کشی از روی میز قرار داد.
از دیدگاه ناسیونالیستی که گرایش ضد ارمنی داشت، بسیاری از روزنامه‌ها از انکار نسل‌کشی به توجیه آن روی آوردند، متعاقب آن روزنامه عمومی آلمان مقالات ضد ارمنی زیادی منتشر کرد و این حکم را «رسوایی قضایی» خواند. استدلال‌هایی که کشتار جمعی را توجیه می‌کنند، به‌طور گسترده توسط روزنامه‌های ملی‌گرا پذیرفته شده‌اند و بر ویژگی‌های نژادی فرضی ارمنی‌ها استواراند و به‌راحتی با نظریه‌های یهودستیزیانه نژادی مرتبط می‌شوند. در ۱۹۲۶، تئوریسین نازی آلفرد روزنبرگ، ادعا کرد که تنها «مطبوعات یهودی» از تبرئه تهلیریان استقبال کردند. او همچنین دعوی داشت که «ارمنی‌ها جاسوسی علیه ترک‌ها را مانند یهودیان علیه آلمان هدایت می‌کردند» و بدین ترتیب اقدامات طلعت علیه آن‌ها را توجیه کرد.

### امپراتوری عثمانی
پس از ترور طلعت، روزنامه‌های آنکارا از او به‌عنوان یک انقلابی و اصلاح‌گر بزرگ تمجید کردند؛ ملی‌گرایان ترک به کنسول آلمان گفتند که او همچنان «امید و بت آن‌ها» است. ینی گون (روزنامه‌ای در استانبول) اظهار داشت که «میهن‌پرست بزرگ ما برای کشورش جان باخته‌است؛ طلعت بزرگترین مردی خواهد بود که ترکیه پدید آورده‌است.» واکنش به مرگ او در قسطنطنیه متفاوت بود. برخی به طلعت ادای احترام کردند اما روزنامه لیبرال علمدار (روزنامه‌ای در استانبول) اظهار داشت که طلعت با سکه خود بازپرداخت شد و «مرگ او کفاره اعمال اوست.» حاکمیت ملی (روزنامه جنبش ملی‌گرای ترکیه در طول جنگ استقلال که توسط مصطفی کمال بنیان‌گذارده‌شد) مدعی شد تهلیریان اعتراف کرده‌است که بریتانیایی‌ها او را فرستاده‌اند. بسیاری از مقالات بر سفر طلعت از آغاز متواضعانه تا اوج قدرت تأکید داشتند و از سیاست‌های ضد ارمنی او نیز دفاع می‌کردند. روزنامه ینی شارک استانبول خاطرات طلعت را در ۱۹۲۱ به‌صورت سریالی منتشر کرد. سوسیالیست ارمنی دیکران زاون در روزنامه خود که در قسطنطنیه منتشر می‌شد، ابراز امیدواری کرد و اظهار داشت: «ترک‌هایی که از منافع واقعی کشور خویش آگاه هستند، این وزیر سابق را در زمره دولتمردان شایسته خود قرار ندهند.» دولت کمال در ۱۹۲۲ محکومیت طلعت را لغو کرد و دو سال بعد قانونی را تصویب نمود که به خانواده طلعت و شاکر—دو عامل اصلی نسل‌کشی ارامنه—حقوق بازنشستگی اعطا شود. خانواده طلعت غرامت دیگری نیز دریافت کردند که از اموال مصادره‌شده ارامنه به‌دست آمده‌بود.

### کتاب‌ها
- Akçam, Taner (2018). Killing Orders: Talat Pasha's Telegrams and the Armenian Genocide (به انگلیسی). Palgrave Macmillan. ISBN 978-3-319-69787-1.
- Bogosian, Eric (2015). Operation Nemesis: The Assassination Plot that Avenged the Armenian Genocide (به انگلیسی). Little, Brown. ISBN 978-0-316-29201-6.
- Dadrian, Vahakn N.; Akçam, Taner (2011). Judgment At Istanbul: The Armenian Genocide Trials (به انگلیسی). Berghahn Books. ISBN 978-0-85745-286-3.
- Dean, Carolyn J. (2019). The Moral Witness: Trials and Testimony after Genocide (به انگلیسی). Cornell University Press. ISBN 978-1-5017-3509-7.
- Engel, David (2016). The Assassination of Symon Petliura and the Trial of Scholem Schwarzbard 1926–1927: A Selection of Documents (به انگلیسی). Vandenhoeck & Ruprecht. ISBN 978-3-647-31027-5.
- Fleck, André (2014). Machtfaktor Diaspora?: Armenische Interessenvertretung in Deutschland [Diaspora Power Broker? Representation of Armenian Interests in Germany] (به آلمانی). LIT Verlag. ISBN 978-3-643-12762-4.
- Göçek, Fatma Müge (2015). Denial of Violence: Ottoman Past, Turkish Present and Collective Violence Against the Armenians, 1789–2009. Oxford University Press. ISBN 978-0-19-933420-9.
- Hosfeld, Rolf (2005). Operation Nemesis: Die Türkei, Deutschland und der Völkermord an den Armeniern [Operation Nemesis: Turkey, Germany, and the Armenian Genocide] (PDF) (به آلمانی). Kiepenheuer & Witsch. ISBN 978-3-462-03468-4. Archived (PDF) from the original on 2019-11-22. Retrieved 2021-03-17.
- Ihrig, Stefan (2016). Justifying Genocide: Germany and the Armenians from Bismarck to Hitler. Harvard University Press. ISBN 978-0-674-50479-0.
- Irvin-Erickson, Douglas (2016). Raphael Lemkin and the Concept of Genocide (به انگلیسی). University of Pennsylvania Press. ISBN 978-0-8122-9341-8.
- Kieser, Hans-Lukas (2018). Talaat Pasha: Father of Modern Turkey, Architect of Genocide. Princeton University Press. ISBN 978-1-4008-8963-1.
- MacCurdy, Marian Mesrobian (2015). Sacred Justice: The Voices and Legacy of the Armenian Operation Nemesis (به انگلیسی). Routledge. ISBN 978-1-351-49218-8.
- Suny, Ronald Grigor (2015). "They Can Live in the Desert but Nowhere Else": A History of the Armenian Genocide. Princeton University Press. ISBN 978-1-4008-6558-1.
- Naimark, Norman (2017). Genocide: A World History. Oxford University Press. ISBN 978-0-1997-6526-3.

### فصل‌ها
- Adak, Hülya (2007). "Identifying the "Internal Tumors" of World War I: Talat Paşa's hatıraları [Talat Paşa's Memoirs], or the Travels of a Unionist Apologia into History". Raueme Des Selbst: Selbstzeugnisforschung Transkulturell. Böhlau Verlag. pp. 151–169. ISBN 978-3-412-23406-5.
- Hofmann, Tessa (2016). "From Silence to Re-remembrance: The Response of German Media to Massacres and Genocide against the Ottoman Armenians". Mass Media and the Genocide of the Armenians: One Hundred Years of Uncertain Representation (به انگلیسی). Palgrave Macmillan UK. pp. 85–109. ISBN 978-1-137-56402-3.
- Hosfeld, Rolf (2013). "Ein Völkermordprozess wider Willen" [An Unintended Genocide Trial]. Johannes Lepsius–Eine deutsche Ausnahme: Der Völkermord an den Armeniern, Humanitarismus und Menschenrechte [Johannes Lepsius—A German Exception: The Armenian Genocide, Humanitarianism, and Human Rights]. Wallstein Verlag. pp. 248–257. ISBN 978-3-8353-2491-6. Postscript: Page numbers based on an online edition, paginated 1–14.
- Kieser, Hans-Lukas (2010). "Germany and the Armenian Genocide of 1915–17".  In Friedman, Jonathan C. (ed.). The Routledge History of the Holocaust (به انگلیسی). Taylor & Francis. pp. 30–44. ISBN 978-1-136-87060-6. Archived from the original on 2020-12-13. Retrieved 2021-03-23.
- Ozavci, Ozan (2019). "Honour and Shame: The Diaries of a Unionist and the "Armenian Question"". The End of the Ottomans: The Genocide of 1915 and the Politics of Turkish Nationalism (به انگلیسی). Bloomsbury Publishing. pp. 193–220. ISBN 978-1-78673-604-8.
- Üngör, Uğur Ümit (2012). "The Armenian Genocide, 1915". Holocaust and Other Genocides (PDF) (به انگلیسی). NIOD Institute for War, Holocaust and Genocide Studies / Amsterdam University Press. pp. 45–72. ISBN 978-90-4851-528-8. Archived (PDF) from the original on 2020-11-12. Retrieved 2021-03-23.
- von Bieberstein, Alice (2017). "Memorial Miracle: Inspiring Vergangenheitsbewältigung Between Berlin and Istanbul". Replicating Atonement: Foreign Models in the Commemoration of Atrocities (به انگلیسی). Springer International Publishing. pp. 237–265. ISBN 978-3-319-65027-2.
- Yenen, Alp (2020). "The Exile Activities of the Unionists in Berlin (1918–1922)". Türkisch-Deutsche Beziehungen.: Perspektiven aus Vergangenheit und Gegenwart (به انگلیسی). Walter de Gruyter GmbH & Co KG. pp. 71–94. ISBN 978-3-11-220875-5.

### مقاله‌های ژورنال
- Akçam, Taner (2008). "Guenter Lewy's The Armenian Massacres in Ottoman Turkey". Genocide Studies and Prevention. 3 (1): 111–145. doi:10.3138/gsp.3.1.111. Archived from the original on 11 January 2021.
- Garibian, Sévane (2018). ""Commanded by my Mother's Corpse": Talaat Pasha, or the Revenge Assassination of a Condemned Man". Journal of Genocide Research. 20 (2): 220–235. doi:10.1080/14623528.2018.1459160.
- Gruner, Wolf (2012). ""Peregrinations into the Void?" German Jews and their Knowledge about the Armenian Genocide during the Third Reich". Central European History. 45 (1): 1–26. doi:10.1017/S0008938911000963. ISSN 0008-9389. JSTOR 41410719.
- Hofmann, Tessa (2020). "A Hundred Years Ago: The Assassination of Mehmet Talaat (15 March 1921) and the Berlin Criminal Proceedings against Soghomon Tehlirian (2/3 June 1921): Background, Context, Effect" (PDF). International Journal of Armenian Genocide Studies. 5 (1): 67–90. doi:10.51442/ijags.0009. ISSN 1829-4405. Archived (PDF) from the original on 21 March 2021.
- Hosfeld, Rolf; Petrossian, Gurgen (August 2020). "Tehlirjan, Soghomon". Lexikon der Politischen Strafprozesse (به آلمانی). pp. 1–13. Archived from the original on 23 January 2021. Retrieved 24 March 2021.
- Jacobs, Steven Leonard (2019). "The Complicated Cases of Soghomon Tehlirian and Sholem Schwartzbard and Their Influences on Raphaël Lemkin's Thinking About Genocide". Genocide Studies and Prevention. 13 (1): 33–41. doi:10.5038/1911-9933.13.1.1594. ISSN 1911-0359.
- Mouradian, Claire (2015). "Le télégramme, outil de génocide: le cas arménien" [The Telegram as a Tool of Genocide: the Armenian Case]. Revue d'Histoire de la Shoah (به فرانسوی). 202 (1): 507–535. doi:10.3917/rhsho.202.0507. Archived from the original on 16 May 2019.
- Petrossian, Gurgen (2020). "Ein Strafverfahren als Ausgangspunkt der Entwicklung des Völkermordsbegriffes" [A Criminal Case as the Starting Point for the Development of the Concept of Genocide]. Journal der Juristischen Zeitgeschichte. 14 (3): 93–100. doi:10.1515/jjzg-2020-0033.
- Yenen, Alp (2022). "The Talat-Tehlirian Complex: Contentious Narratives of Martyrdom and Revenge in Post-Conflict Societies". Comparative Studies in Society and History (به انگلیسی): 1–28. doi:10.1017/S0010417522000019. ISSN 0010-4175.

### خبرنامه آنلاین
- Sarıhan, Zeki (15 March 2020). "Talat Paşa'nın katli: Türkiye basınında nasıl karşılandı?". Assassination of Talat Pasha: How was it Received in the Turkish Press? (به ترکی استانبولی). Independent Türkçe. Archived from the original on 30 April 2021. Retrieved 28 March 2021.